# Jacques-Louis David
Jacques-Louis David (Parigi, 30 agosto 1748 – Bruxelles, 29 dicembre 1825) è stato un pittore e politico francese.
David rappresenta la prima fase del Neoclassicismo, quella detta "prerivoluzionaria e rivoluzionaria", benché si sia poi adattato anche alla seconda fase, quella dello stile Impero. Mentre altri artisti contemporanei a David, come lo scultore Antonio Canova e il pittore Jean-Auguste-Dominique Ingres, esprimono l’ideale estetico del Neoclassicismo, basato sulle teorie di Johann Joachim Winckelmann, David comunica quello etico: l'uomo eroe, già vicino all'umore del primo romanticismo, che assume su di sé l’impegno di liberare la patria.
Dopo una formazione ricevuta in un ambito culturale tradizionale, ancora seguendo il gusto rococò, Jacques-Louis David ottenne l'ambitissimo Prix de Rome che, nel 1775, gli permise di raggiungere l'Italia. Il quinquennale soggiorno romano fu per lui un periodo tormentato e difficile, poco soddisfacente dal punto di vista creativo eppure ricco di esperienze fondamentali, come lo studio diretto dell'arte classica, la scoperta dell'arte rinascimentale (Leonardo, Michelangelo e Raffaello) e barocca (Caravaggio) e, verosimilmente, la conoscenza degli scritti di Winckelmann, Mengs e altri teorici del Neoclassicismo, di cui David divenne il capofila in Francia.
David aderì alla rivoluzione francese. Attivo politicamente nel Club dei Giacobini e amico di Robespierre, ebbe importanti incarichi politici durante il Regime del Terrore; in seguito divenne sostenitore di Napoleone e suo pittore ufficiale.

## Biografia

### La formazione: 1757-1775

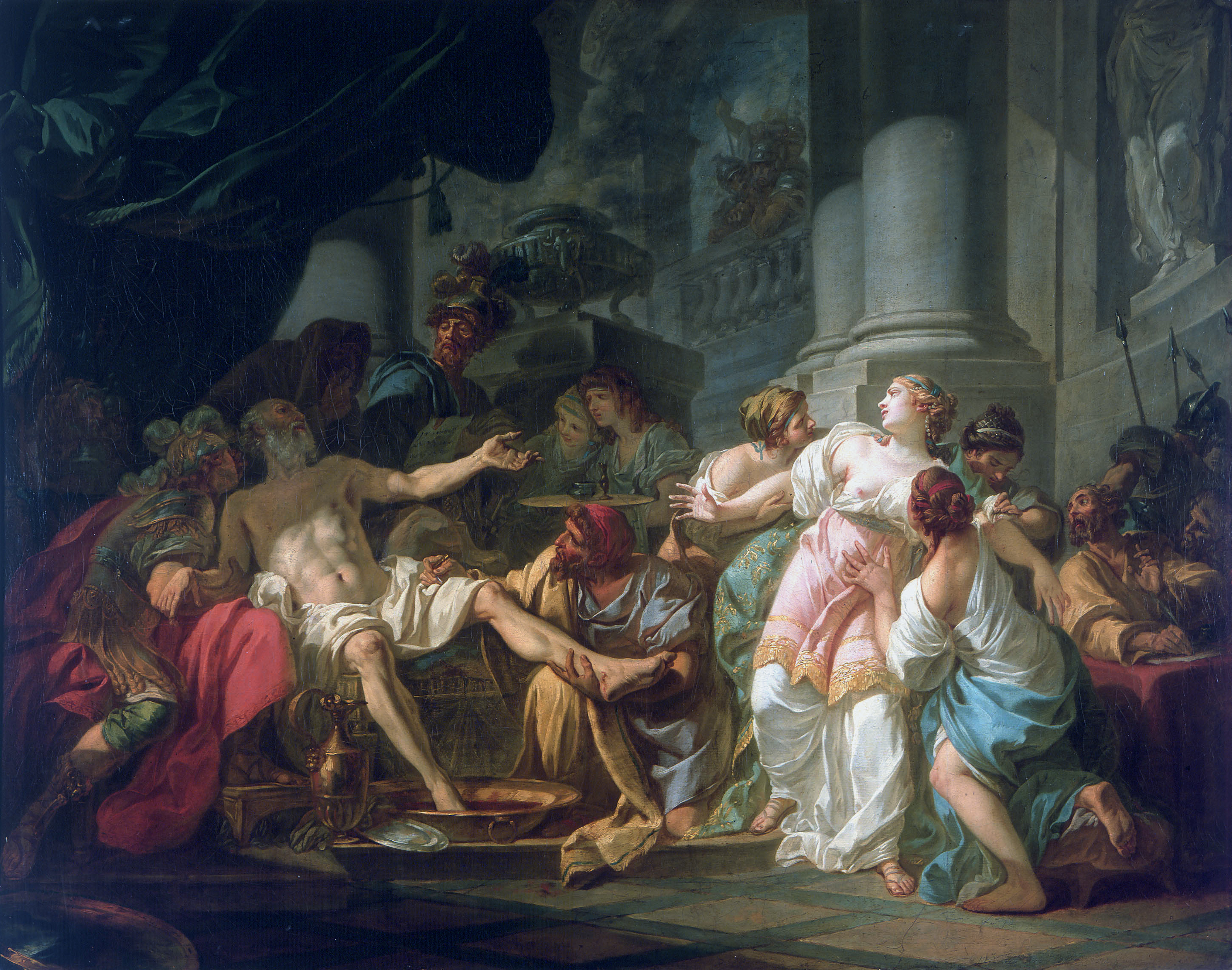
La morte di Seneca
1773, Parigi, Petit-Palais

Jacques-Louis David nasce a Parigi il 30 agosto 1748, in una casa del "quai de la Mégisserie", da una famiglia piccolo-borghese: il padre, Louis-Maurice David, è un commerciante di ferro che, per elevarsi socialmente, aveva acquistato - come allora era possibile - una carica di «commis aux aydes», divenendo così fornitore dello Stato e appaltatore a Beaumont-en-Auge, nel Calvados. La madre, Marie-Geneviève Buron, lontana parente del famoso pittore François Boucher apparteneva a una famiglia di muratori, nella quale il fratello François Buron era architetto delle acque e foreste e, dei suoi due cognati, uno era architetto e l'altro carpentiere. Jacques-Louis venne battezzato nella chiesa di Saint-Germain l'Auxerrois il giorno stesso della nascita e suoi padrini furono Jacques Prévost e Jeanne-Marguerite Lemesle.
Quando il padre muore, a soli trentacinque anni (1757) - sembra per le conseguenze di una ferita riportata in un duello alla spada - Jacques-Louis ha nove anni e viene messo in pensione nel convento del Picpus. Dopo che la madre si è ritirata in campagna a Évreux, della sua istruzione si occupa lo zio materno François Buron, il quale prima lo fa seguire da un precettore privato, quindi lo iscrive nella classe di retorica del Collège des Quatre-Nations. Notata però la sua disposizione per il disegno, lo zio decide di fargli intraprendere la carriera di architetto, ma nel 1764, dopo aver frequentato il corso di disegno dell'Académie Saint-Luc, David manifesta la sua intenzione di dedicarsi alla pittura. La famiglia allora lo raccomanda a François Boucher, primo pittore del re. Questi però, ormai anziano e malato, consiglia di affidarlo al pittore Joseph-Marie Vien.

#### Allievo di Joseph-Marie Vien
Joseph-Marie Vien non ha il prestigio e il talento dell'anziano maestro François Boucher, ma è un pittore di successo: l'anno precedente ha presentato al Salon parigino la Venditrice di amorini, che è diventato il manifesto della nuova pittura che ora si chiama di goût antique o anche à la grecque e un giorno sarà chiamata neoclassica. Quello del Vien è un neoclassicismo ancora timido, legato alla tradizione barocca, una pittura di transizione, dunque, ma è la pittura più moderna. Quella di Boucher - pittore glorioso ma esponente della corrente rococò ormai avviata al tramonto - si rivela pertanto una scelta di generosa intelligenza e sarà gravida di conseguenze per David e per tutta la pittura francese.

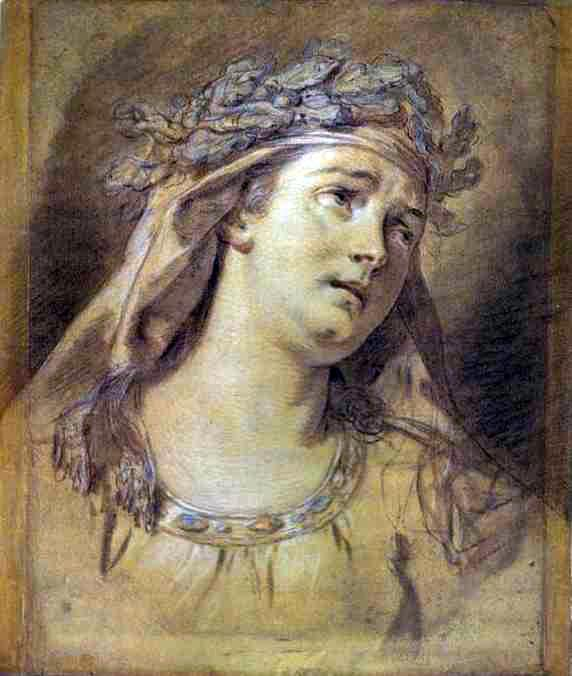
Il dolore
pastello, 1773

Dal 1766, oltre a fargli frequentare il proprio atelier, il Vien lo fa studiare nell'Académie royale dove, sotto la direzione di Jean Bardin, David apprende composizione, anatomia e prospettiva, e ha per compagni di studi, fra gli altri, Jean-Baptiste Regnault, Jean-Antoine-Théodore Giroust, François-André Vincent e François-Guillaume Ménageot. Michel-Jean Sedaine, amico di famiglia, segretario dell'Académie d'architecture e autore teatrale, diviene il suo protettore e si preoccupa di dargli una più compiuta formazione intellettuale, mettendolo in contatto con personalità della cultura dell'epoca. È forse in questo periodo che una ferita alla guancia, procuratasi in un duello alla spada contro un compagno di bottega gli lascia una cicatrice che egli si preoccuperà di nascondere nei suoi autoritratti.
Il terzo premio ottenuto nel 1769 al «Prix de quartier» gli permette di partecipare al Prix de Rome: vincere questo premio gli consentirebbe di ottenere una borsa di studio triennale per conoscere e studiare a Roma la pittura italiana e le memorie dell'antichità. Egli però, nel concorso del 1771 vinto da Joseph-Benoît Suvée, ottiene solo il secondo posto con il Combattimento di Minerva contro Marte, un'opera rococò con un'impostazione compositiva che la giuria giudica strutturalmente debole.

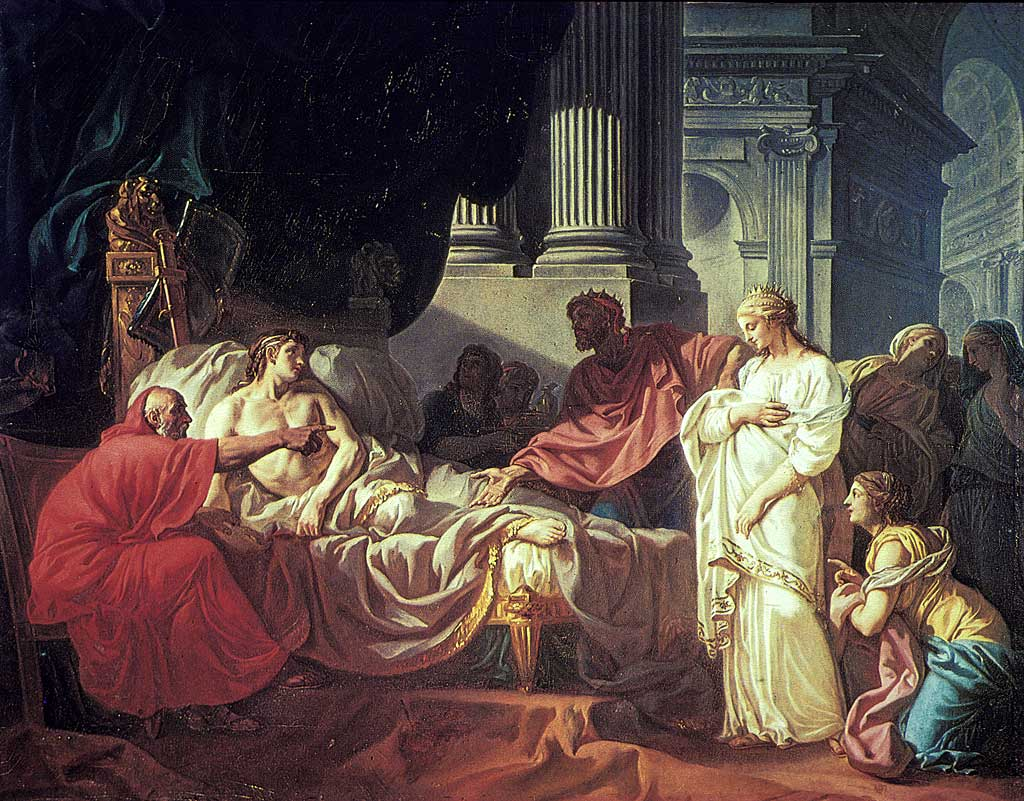
Antioco e Stratonice
1774, Parigi, Ecole des Beaux-Arts

L'anno dopo David fallisce ancora il primo premio con Diana e Apollo saettano i figli di Niobe e, ritenendo di essere stato vittima di un'ingiustizia, per un momento arriva al punto di pensare al suicidio. Anche il tentativo fatto nel 1773 con La morte di Seneca si rivela un insuccesso: vince Pierre Peyron, il quale, benché rétro nello stile, viene premiato per la novità della composizione, mentre il dipinto di David è giudicato troppo teatrale; egli riceve tuttavia un premio di consolazione per un suo pastello, Il dolore.
Tutti questi insuccessi pongono David in urto con l'istituzione accademica e si è poi sostenuto che egli in questi anni abbia maturato quel rancore che nel 1793 lo porterà a far adottare dalla Convenzione il decreto di soppressione delle Accademie. In verità, le sue critiche si rivolgeranno soprattutto alla cattiva organizzazione dell'insegnamento accademico, che prevedeva la rotazione mensile dei professori, con evidenti danni per il profitto degli studenti.
Alla fine del 1773, Marie-Madeleine Guimard, prima ballerina dell'Opéra, lo incarica della decorazione del suo palazzo privato, trasformato in teatro, che Fragonard aveva lasciata incompiuta..
Finalmente, nel 1774, David vince il Prix de Rome: l'opera presentata, Antioco e Stratonice, per quanto non manchi di teatralità, ha una composizione semplificata e più rigorosa, e pertanto conforme ai nuovi canoni dell'espressione drammatica.

### In Italia: 1775-1780

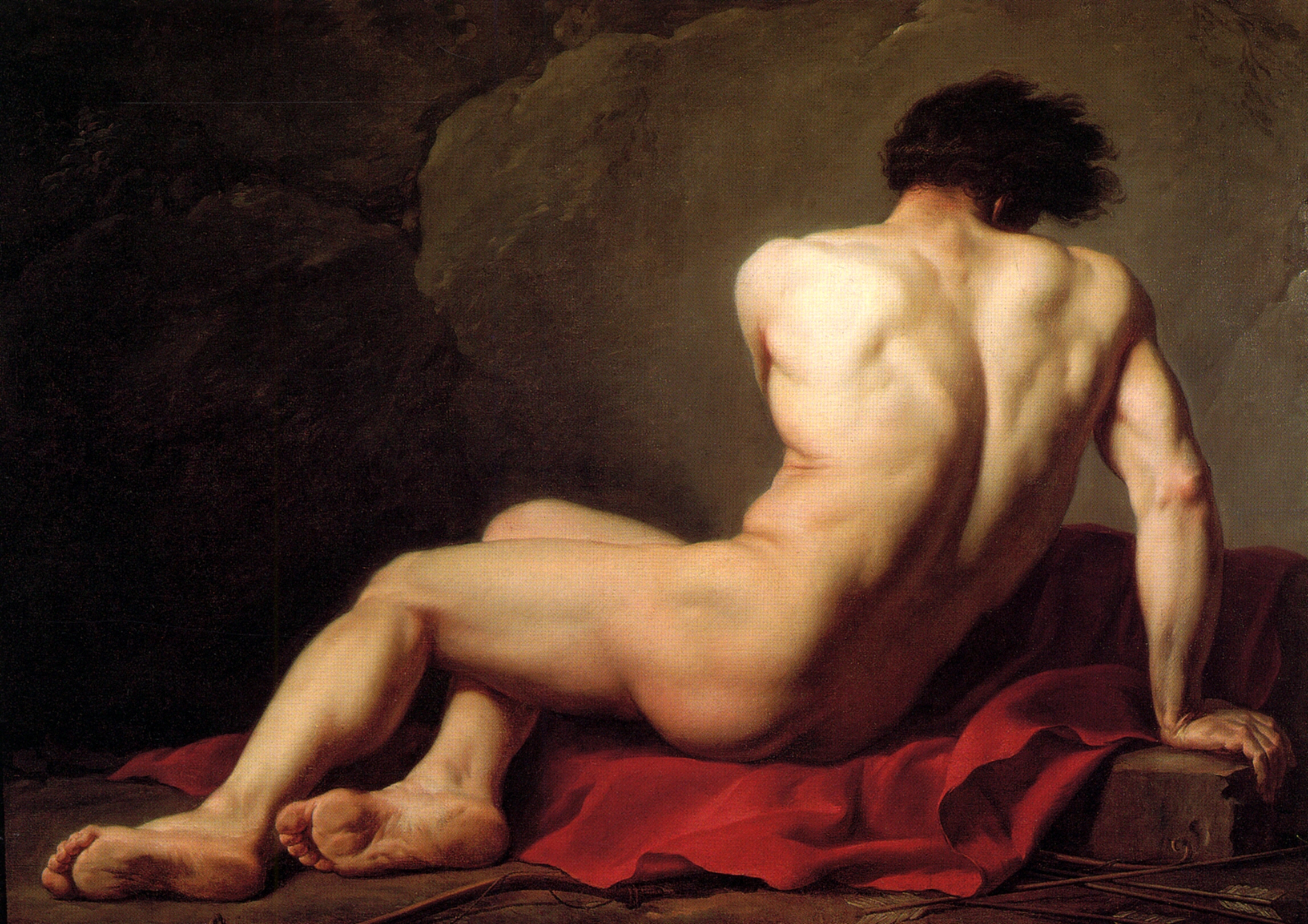
Patroclo
1780, Cherbourg, Musée Henry

Il 2 ottobre 1775 David parte per Roma con il suo maestro Vien, che è stato appena nominato direttore dell'Accademia di Francia - che allora aveva sede in Palazzo Mancini - e con gli altri due giovani premiati, gli scultori Pierre Labussière e Jean Bonvoisin. Durante il viaggio, che dura un mese e fa tappa a Lione, a Torino, a Parma e a Bologna, può ammirare le opere del Correggio, di Guido Reni e dei Carracci.
Durante il primo anno di soggiorno a Roma, David segue il consiglio del suo maestro di dedicarsi essenzialmente alla pratica del disegno e di studiare attentamente le opere dell'antichità, facendo centinaia di schizzi di monumenti, di statue e di bassorilievi: il complesso di questi studi finisce per costituire cinque voluminose raccolte in-folio.
Ma i suoi progressi sono lenti e difficili: la novità dell'ambiente romano - con la viva presenza delle antichità classiche che si contrappongono a quel gusto dell'antico che prima David aveva coltivato soltanto attraverso suggestioni puramente letterarie - ha inizialmente un effetto straniante, quasi paralizzante, sul giovane pittore, tanto da portarlo a dubitare di poter mai migliorare le sue capacità. Tuttavia il tratto del suo disegno si trasforma, si fa più incisivo, scabro e si depura della vaporosità del rococò. Le copie delle tele del Cinquecento e del Seicento romano gli sono utili soprattutto per impadronirsi del metodo compositivo dei grandi maestri del passato.
Nel 1776 realizza un disegno di grandi dimensioni, I duelli di Diomede, una delle sue prime prove del genere storico, che si concretizzerà due anni dopo nella tela I funerali di Patroclo, ampio studio a olio destinato alla commissione dell'Académie des Beaux-Arts di Parigi, incaricata di valutare i progressi dei pensionnaires del Prix de Rome. Il giudizio dei commissari è sostanzialmente positivo: la tela « annuncia un genio fecondo. Pensiamo che egli avrebbe bisogno di moderarlo e di controllarlo in modo da conferirgli più energia ».

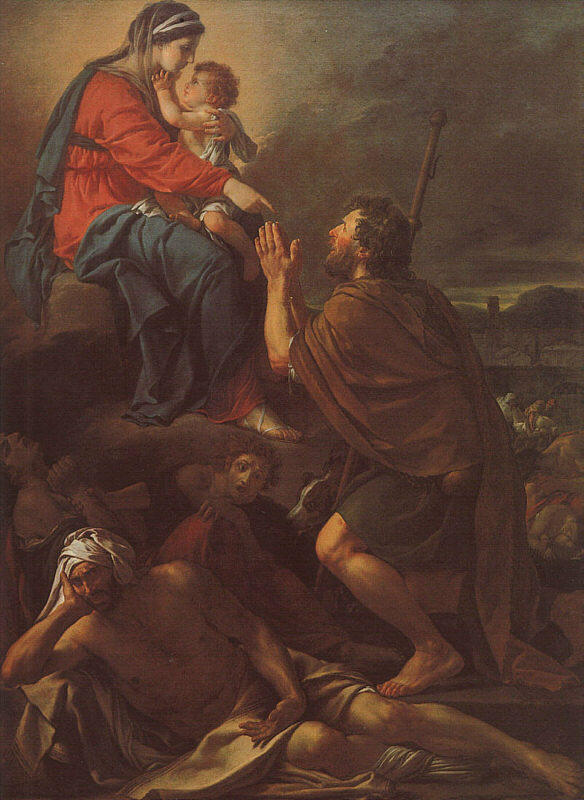
San Rocco
1780, Marsiglia, MBA

Se questa prova incoraggia il talento di David, essa ne sottolinea però anche le carenze: la resa dello spazio, l'oscurità della scena e l'incertezza del trattamento prospettico. Egli si impegna anche in molte opere i cui caratteri stilistici sono palesemente derivati da quelle del Caravaggio: due studi virili, Ettore (1778) e Patroclo (1780), ispirati dalla statua del Galata morente, un San Gerolamo, una copia dell'Ultima cena del Valentin e una Testa di filosofo, destinata alle collezioni reali di Versailles.
Nel luglio del 1779, David comincia a manifestare i primi segni di una crisi depressiva che si prolungherà per alcuni mesi: per svagarsi, viaggia a Napoli in compagnia dello scultore François Marie Suzanne. Insieme visitano le rovine di Ercolano e Pompei.
In questa occasione David dichiara apertamente la sua conversione al nuovo stile ispirato all'antico: dirà che questa decisione era come « aver fatto un'operazione di cataratta: compresi che non potevo migliorare la mia maniera, il cui principio era falso, e che dovevo separarmi da tutto ciò che in precedenza avevo creduto essere il bello e il vero ». È però anche possibile che l'influenza dell'antiquario Quatremère de Quincy - seguace di Winckelmann e di Lessing - sia stata importante per la risoluzione di David, anche se nessuna fonte dell'epoca attesta che vi sia mai stata una conoscenza fra i due uomini.
È difficile stabilire la causa della sua depressione, che David superò comunque prima della fine dell'anno: secondo la corrispondenza del pittore, potrebbe essere stata legata sia a una relazione con la cameriera di madame Vien, sia ai suoi dubbi sulla nuova strada artistica da percorrere.
Per aiutarlo a superare la crisi, Vien aveva cercato di stimolarlo nel lavoro, ottenendogli la commissione di un quadro a soggetto religioso, che commemorasse le vittime dell'epidemia di peste propagatasi a Marsiglia nel 1720: il San Rocco intercede presso la Vergine per gli appestati, destinato al lazzaretto di Marsiglia. L'opera ha tracce di caravaggismo, ma si ispira più direttamente all'Apparizione della Vergine a san Giacomo di Poussin. Terminato nel 1780 e presentato a palazzo Mancini, il quadro produce una forte impressione; Diderot, che lo vide l'anno dopo, quando fu esposto a Parigi, fu in particolare colpito dall'espressione dell'appestato ai piedi di san Rocco, una figura che tornerà dieci anni dopo in una tela di David, a rappresentare l'espressione del console Bruto durante i funerali del figlio.

### Nella Francia dell'Ancien régime: 1780-1789
A David, giudicato pittore molto promettente, fu concesso dall'Accademia di prolungare il soggiorno a Roma per un altro anno, allo scadere del quale Pompeo Batoni, influente pittore italiano e precursore del Neoclassicismo, tentò invano di convincere David a rimanere a Roma. Il 17 luglio 1780, con il San Rocco e due tele ancora incompiute (Belisario chiede l'elemosina e il Ritratto del conte Stanislas Potocki - gentiluomo polacco appassionato d'arte e traduttore di Winckelmann), David riparte per Parigi dove giunge alla fine dell'anno.

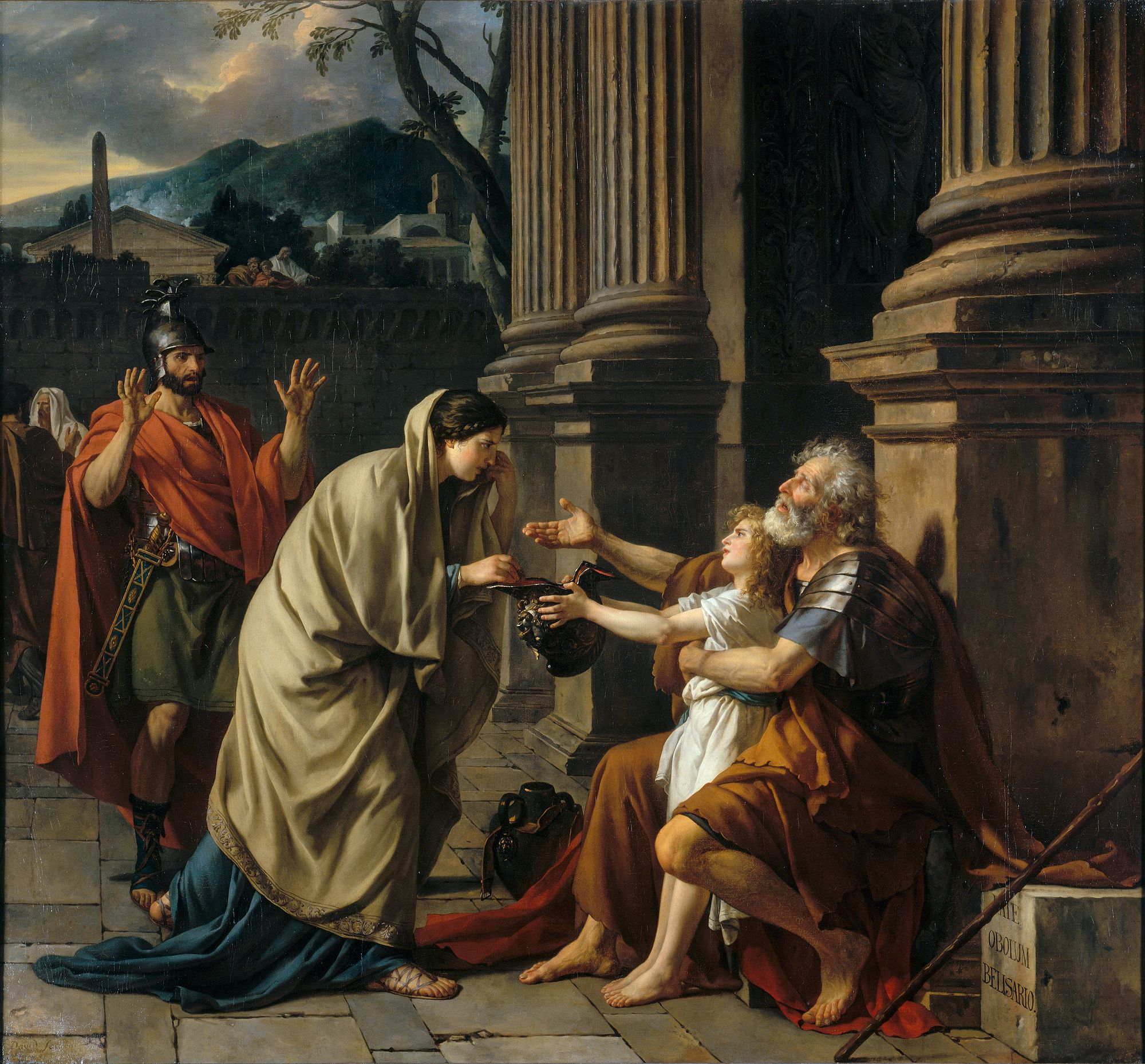
Belisario chiede l'elemosina
1781, Lilla, MBA

Termina il Belisario, con l'intenzione di presentarlo per l'approvazione all'Accademia di pittura al fine di ottenere il permesso di esporre al Salon, secondo la norma istituita dal conte d’Angiviller.

Ispirata a un popolare romanzo di Marmontel, l'opera testimonia il nuovo orientamento davidiano, indirizzato al neoclassicismo. Il dipinto viene accolto con favore dall'Accademia e, presentato al Salon, riceve anche gli elogi di Diderot: « Tutti i giorni lo vedo e credo sempre di vederlo per la prima volta ». Il generale bizantino è rappresentato ormai vecchio e cieco, in compagnia di un bambino, mentre protende l'antico elmo per ricevere l'elemosina da una passante: il soggetto aneddotico, reso da David con «il gusto del dramma a tinte forti» di moda in quegli anni, è il pretesto per un insegnamento morale sulla caducità della gloria umana e sulla desolazione della vecchiaia. Il dipinto è costruito con semplicità e chiarezza e, all'astrazione classicista di Poussin, unisce un realismo espressivo che dà saldezza e incisività alle forme.
Nel 1782 David sposa Marguerite Charlotte Pécoul, più giovane di lui di 17 anni; il suocero, Charles-Pierre Pécoul, è un appaltatore dello Stato e dota la figlia della somma di 50.000 lire, fornendo così a David i mezzi per allestirsi un atelier al Louvre, dove egli dispone anche di un alloggio. La coppia avrà quattro figli: il primo, Charles-Louis Jules, nasce l'anno seguente.
Nel nuovo atelier David accoglie i primi allievi, Fabre, Wicar, Girodet, Drouais, Debret.
Allo scopo di essere accettato come membro dell'Accademia, nel 1783 presenta Il compianto di Andromaca sul corpo di Ettore: il dipinto è accolto con favore il 23 agosto 1783 e il 6 settembre successivo David presta giuramento nelle mani di Jean-Baptiste Marie Pierre, rettore dell'Académie.

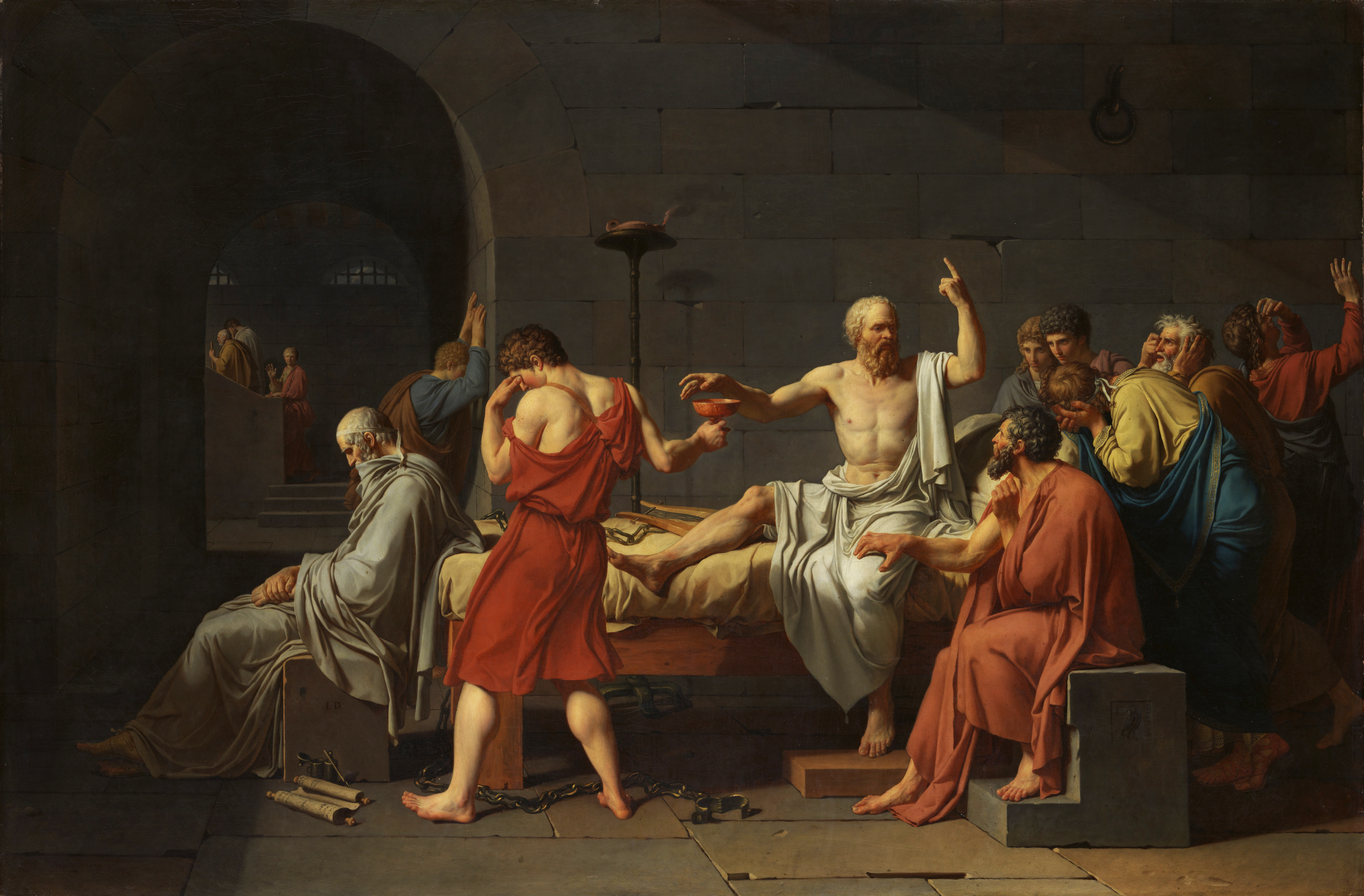
La morte di Socrate
1787, New York, Metropolitan

Per corrispondere ai desideri dei Bâtiments du Roi, sin dal 1781 David pensava di realizzare una grande pittura storica, ispirata al duello degli Orazi e dei Curiazi e quindi anche ad Horace, la tragedia di Corneille, molto popolare in Francia. Solo tre anni dopo porta a conclusione il progetto, scegliendo però un episodio assente nella pièce corneilliana: Il giuramento degli Orazi, ripreso forse dalla Histoire romaine di Charles Rollin, o ispirato dalla tela Il giuramento di Bruto del pittore britannico Gavin Hamilton. Grazie all'aiuto finanziario del suocero, David parte per Roma nell'ottobre del 1784, accompagnato dalla moglie e dal recente vincitore del Prix de Rome, suo allievo e assistente Jean-Germain Drouais. Alloggiato a Palazzo Costanzi, continua a dipingere la tela, già iniziata a Parigi.

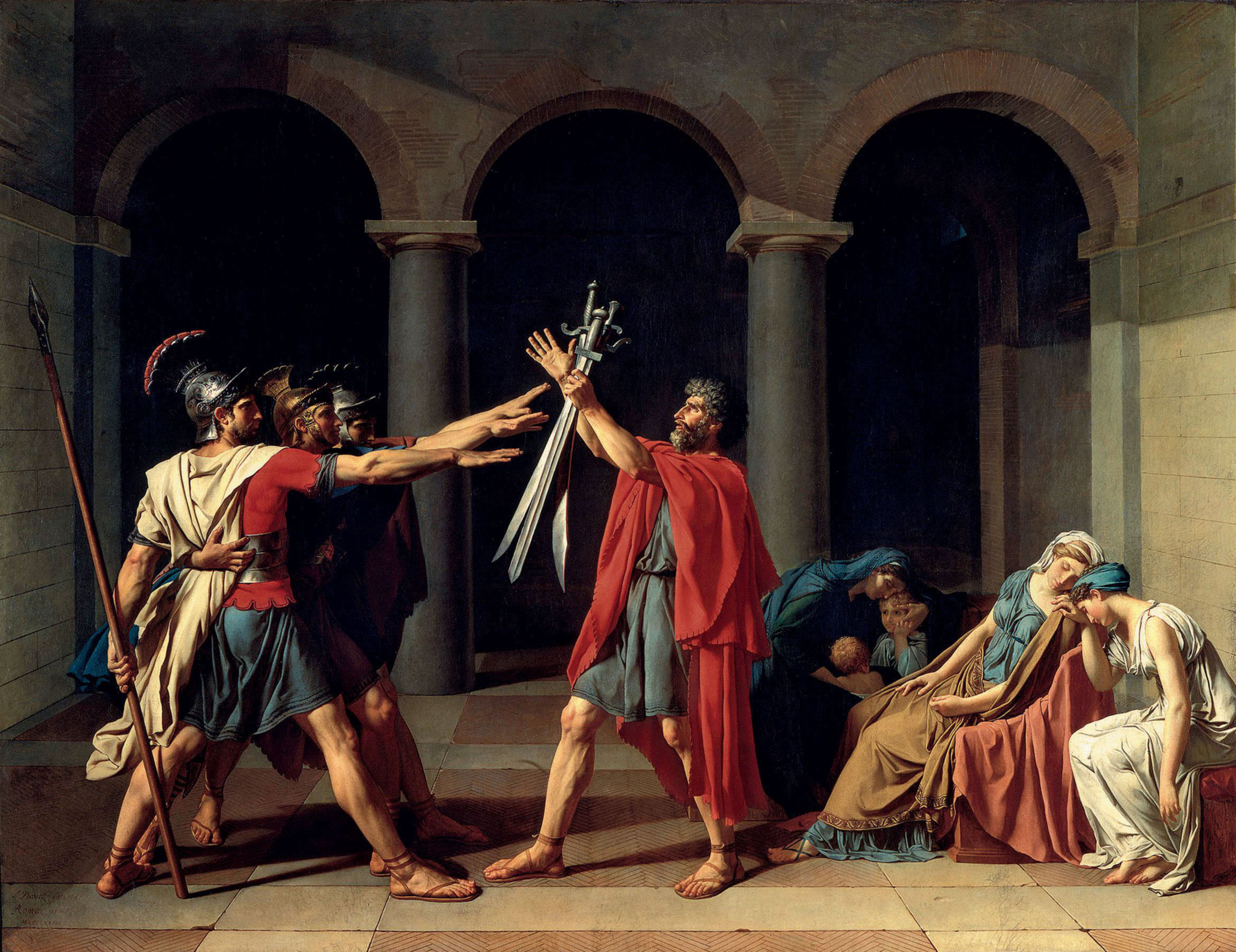
Il giuramento degli Orazi
1785, Parigi, Louvre

Il quadro non doveva superare i tre metri per tre, secondo la commissione reale, ma David finisce per ingrandirlo - le sue dimensioni sono di 3,30 x 4,25 metri - e questa sua noncuranza delle istruzioni ufficiali gli varrà la nomea di artista indipendente, se non ribelle. Oltre tutto egli prende l'iniziativa di esporre l'opera già nel suo studio romano, prima della presentazione ufficiale al Salon, dove essa produce una profonda impressione negli ambienti artistici.
Anche se fu definito dal direttore dell'Accademia « un attacco al buon gusto », il Giuramento fu acclamato dai più come « il più bel quadro del secolo ». Esso rappresenta il momento in cui i tre fratelli Orazi giurano di sacrificare la propria vita per la patria. La scena si svolge davanti a un semplice portico con archi a tutto sesto, ognuno dei quali racchiude uno dei gruppi di personaggi, allineati su uno stesso piano-scena: i tre fratelli, il padre che tiene le tre spade e le donne, madre, sorella e sposa, piangenti, in funzione di contrappeso emozionale ai due precedenti. Nella sua semplicità e gravità, la tela può essere accostata sia ai bassorilievi antichi, che alle opere del primo Rinascimento, allora al centro di una nuova riscoperta, e assunse grande importanza anche perché riuscì a rappresentare lo stato d'animo di molti francesi di quel delicato periodo. Vi si lesse l'esaltazione dei valori di rigore morale e spartana semplicità dell'antica Repubblica romana, secondo il dettato di una lunga e fortunata tradizione retorica, ma non sembra che vi si potessero percepire messaggi rivoluzionari. Del resto, lo stesso David, in una lettera del 1789, descrivendo il dipinto non accenna a significati rivoluzionari, ma la Rivoluzione si "impossessò" dell'opera, traendovi l'esaltazione della fede repubblicana.
Secondo gli storici dell'arte Jacques Brengues, Luc de Nanteuil e Philippe Bordes, David sarebbe stato massone e avrebbe trasmesso nel Giuramento rituali tipici delle associazioni massoniche. Nel 1989 Albert Boime ha effettivamente dimostrato attraverso un documento del 1787 l'appartenenza dell'artista alla loggia massonica della Modération.
Il giuramento degli Orazi consacra dunque David come capofila della moderna scuola di pittura, che prende il nome di "Vrai style" (vero stile): il termine Neoclassicismo non è ancora in uso, e apparirà solo alla metà dell'Ottocento, quando la scuola neoclassica sarà ormai al tramonto. A causa di tali riconoscimenti David diviene però anche oggetto della gelosia di molti colleghi d'Accademia, tanto che il Prix de Rome del 1786 è annullato, perché i candidati sono tutti suoi allievi e la sua candidatura alla direzione dell'Accademia è respinta.
Nel 1787, per Charles Michel Trudaine de la Sablière, un aristocratico liberale consigliere del parlamento di Parigi, David dipinge La morte di Socrate. Si dice che il gesto della mano diretto alla coppa del veleno gli fu suggerito dal poeta André Chénier, per esprimere più pienamente la stoica accettazione dell'ingiusta pena. Esposta al Salon del 1787, l'opera si pose in concorrenza con la tela, di pari soggetto, del Peyron, commissionata dai Bâtiments du Roi, e il confronto si risolse a vantaggio di David.
Nel 1788 è la volta de Gli amori di Paride ed Elena, dipinto per il conte d'Artois, futuro Carlo X, e iniziato due anni prima. È l'unica commissione che gli perviene da un membro della famiglia reale; difatti, quella di un ritratto di Luigi XVI, (offertagli nel 1792 e che doveva rappresentare il re mentre mostra la costituzione di Francia al delfino) non sarà mai realizzata. Il 1788 è anche l'anno della morte precoce per vaiolo di Jean-Germain Drouais, suo allievo favorito.

### La Rivoluzione: 1789-1799

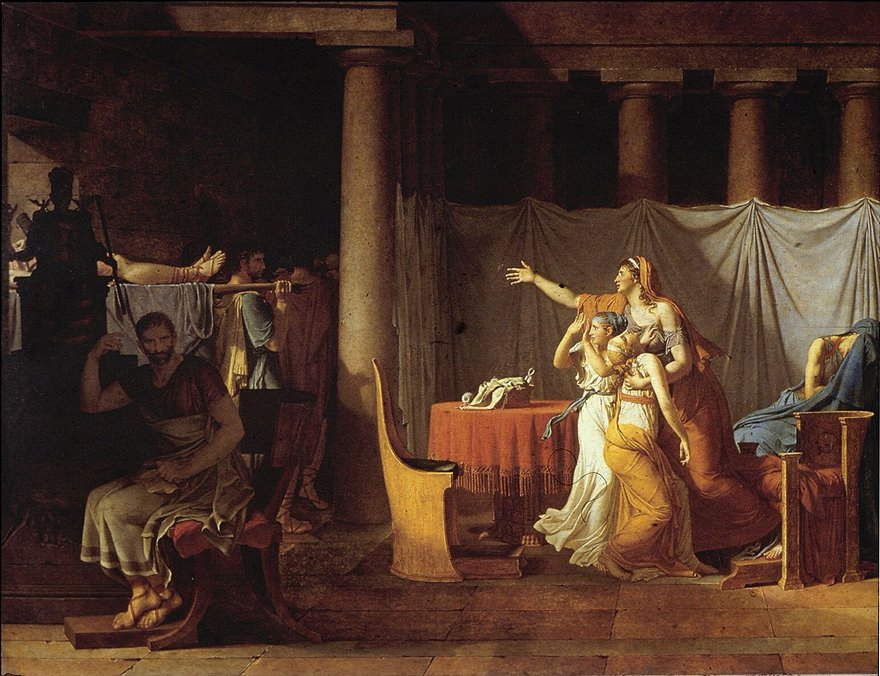
I littori riportano a Bruto i corpi dei suoi figli
1789, Parigi, Louvre

Nel 1788 David esegue il Ritratto di Lavoisier e della moglie. Ma Antoine Lavoisier è anche fermier général - esattore delle imposte - ed è anche responsabile dell'amministrazione delle Poudres et salpêtres, le munizioni e gli esplosivi dell'esercito. Nell'agosto del 1789 Lavoisier fa depositare nell'Arsenale di Parigi una gran quantità di munizionamenti per cannoni, iniziativa che viene sospettata di intenti contro-rivoluzionari: per questo motivo, l'Académie Royale ritiene prudente non esporre la tela al Salon.
Anche il dipinto I littori riportano a Bruto i corpi dei suoi figli provoca timori nelle autorità, poiché si teme un paragone tra l'intransigenza del console Lucio Giunio Bruto, che non esitò a sacrificare i figli che cospiravano contro la Repubblica, e la debolezza di Luigi XVI rispetto al fratello conte d'Artois, favorevole alla repressione dei rappresentanti del Terzo Stato. Così il dipinto non venne esposto al Salon, benché esso sia stato commissionato dai Bâtiments du Roi,. I giornali non mancarono di sottolineare la censura esercitata dal governo, costringendo l'Académie a esporre il dipinto, che David dovette però modificare, eliminando le immagini delle teste decapitate dei figli di Bruto issate sulle picche, che figuravano nella versione originaria della tela..
Il grande successo del Bruto si ripercosse sulla moda: si adottarono le pettinature "alla Bruto", le donne abbandonarono le parrucche incipriate e l'ebanista Georges Jacob realizzò mobili in stile presunto "romano" disegnati da David.
Dal 1786 David aveva frequentato gli ambienti dell'aristocrazia progressista conoscendo, tra gli altri - oltre Chénier - Charles de Bailly e Condorcet e, nel salotto di Madame de Genlis, Bertrand Barère, Antoine Barnave e Alexandre de Lameth, prossimi protagonisti della Rivoluzione.
Due vecchi condiscepoli di Nantes, incontrati durante il periodo romano, l'architetto Mathurin Crucy e lo scultore Jacques Lamarie, gli proposero un'allegoria che celebrasse gli avvenimenti pre-rivoluzionari che si erano verificati a Nantes alla fine del 1788 e, sebbene il progetto non sia mai andato in porto, l'episodio conferma la simpatia di David per la causa rivoluzionaria. Nel settembre del 1789, con Jean-Bernard Restout, David è alla testa degli Accademici dissidenti, gruppo fondato per riformare l'istituzione delle Belle Arti. Essi chiedono la fine dei privilegi accordati all'Académie royale, in particolare quello di negare il diritto agli artisti non accademici di esporre le loro opere al Salon.

Il giuramento della Pallacorda
1791, Versailles

Nel 1790 comincia a dipingere Il giuramento della Pallacorda - iniziativa suggeritagli da Dubois-Crancé e da Barère - la più ambiziosa delle realizzazioni del pittore fino a quel momento, considerato che, una volta terminata, avrebbe misurato 10 metri x 7, rappresentando i 630 deputati dell'Assemblea costituente che ascoltavano il giuramento del loro presidente, l'astronomo Jean Sylvain Bailly, al centro della scena. Il progetto ha l'appoggio della Società degli amici della costituzione, il primo nome assunto dal Club dei Giacobini, alla quale David ha appena aderito. Malgrado il lancio di una sottoscrizione, i fondi necessari non vengono però raccolti: una successiva proposta di Barère all'Assemblea costituente di finanziare il dipinto non è accolta e David abbandona definitivamente il progetto, per il quale aveva presentato il disegno preparatorio.
Nel 1790 David prosegue il suo impegno politico, mettendosi alla testa della Commune des arts, emanazione degli Académiciens dissidents, ottenendo la fine del controllo del Salon da parte dell'Académie e partecipando in qualità di commissario aggiunto al primo Salon de la liberté, inaugurato il 21 agosto 1791.
Nel settembre 1790 aveva già presentato all'Assemblea la proposta di soppressione di tutte le Accademie, che verrà accolta formalmente l'8 agosto 1793.
Nel frattempo aveva fatto abrogare il posto di direttore dell'Académie de France a Roma.

#### Pittore e deputato della Convenzione: 1792-1795

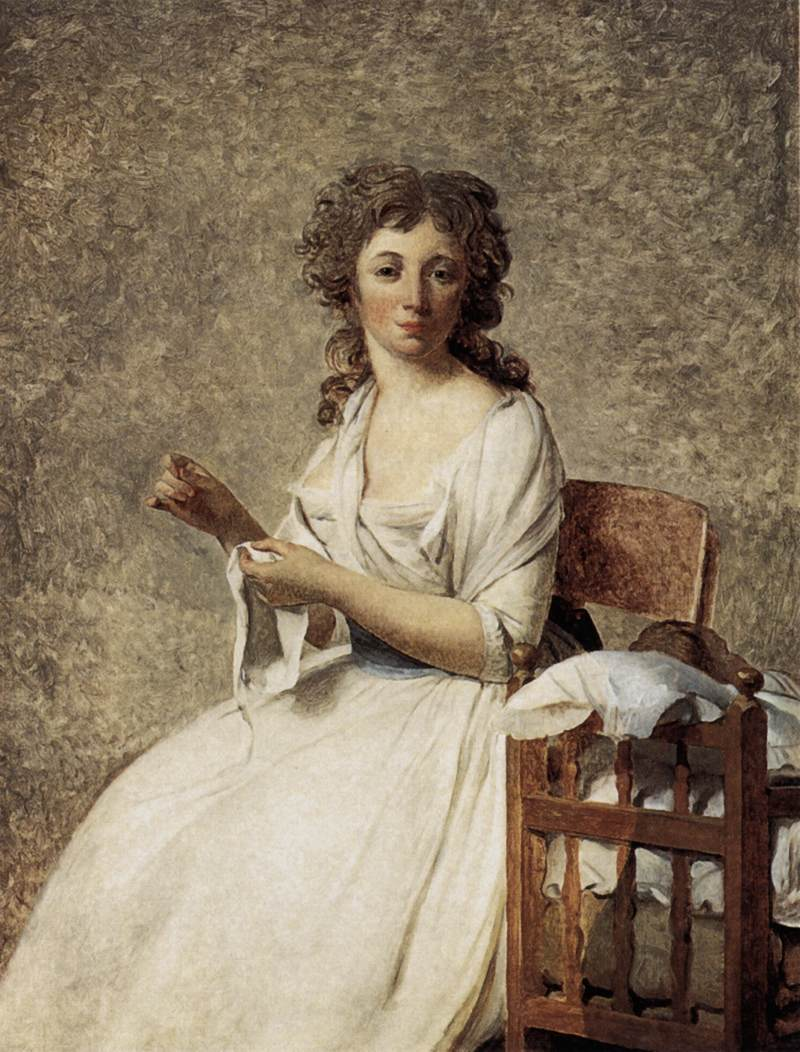
Madame Pastoret
1792, Chicago Art Institute

Nell'agosto del 1790 Charlotte David, monarchica e perciò in disaccordo con le opinioni del marito, si separa da David. Il 17 luglio 1791 David è tra i firmatari, riuniti al Campo di Marte, della petizione che chiede la decadenza di Luigi XVI: conosce, in questa occasione, il futuro ministro dell'Interno, Roland. A settembre tenta senza successo di farsi eleggere deputato dell'Assemblea legislativa; la sua attività artistica rallenta e se trova il tempo per il suo Autoritratto, ora agli Uffizi, lascia incompiuti numerosi ritratti, come quelli di Madame Pastoret e di Madame Trudaine.
Nel 1792 le sue posizioni politiche si radicalizzano: il 15 aprile organizza la sua prima festa rivoluzionaria in onore delle guardie svizzere di Châteauvieux che si erano ammutinate a Nancy. Il suo sostegno a questa iniziativa provoca la rottura con elementi liberali moderati, come André Chénier e Madame de Genlis. Il 17 settembre 1792 è eletto deputato di Parigi alla Convenzione nazionale: è rappresentante del popolo nella sezione del museo e siede fra i deputati della Montagna, ottenendo l'appoggio di Jean-Paul Marat che lo definisce «eccellente patriota».
Nominato il 13 ottobre al Comitato d'istruzione pubblica, ha l'incarico di organizzare le feste civiche e rivoluzionarie, oltre che la propaganda; dal 1792 al 1794 si occupa anche dell'amministrazione delle arti e, come membro della Commissione ai monumenti, propone di inventariare tutti i tesori nazionali e ha un ruolo di primo piano nella riorganizzazione del Louvre. Concepisce, ai primi del 1794, un programma di abbellimento di Parigi e fa installare i Cavalli di Marly di Guillaume Coustou all'ingresso degli Champs Élysées.
Dal 16 al 19 gennaio 1793 - secondo il nuovo calendario, dal 27 al 30 nevoso dell'anno I - vota per la morte di Luigi XVI, cosa che provoca la richiesta di divorzio della moglie. Il 20 gennaio il convenzionista Louis-Michel Lepeletier de Saint-Fargeau è assassinato dai monarchici per aver votato la condanna del re. David è incaricato da Barère di organizzare le cerimonie funebri e fa esporre il corpo in place des Piques. Dipinge poi una tela, esposta alla Convenzione, che rappresenta il deputato nel suo letto di morte, Gli ultimi istanti di Michel Lepeletier: sembra che quest'opera sia stata distrutta nel 1826 dalla figlia del convenzionale assassinato e resta nota solo da un disegno dell'allievo di David, Anatole Desvoge, e da un'incisione di Pierre-Alexandre Tardieu.
All'annuncio dell'assassinio di Marat, il 13 luglio 1793, la Convenzione incarica David di fare per Marat quel che aveva fatto per Lepeletier. Amico di Marat, David era stato tra gli ultimi ad averlo visto ancora vivo. Egli si occupa anche dei funerali, che si svolgono il 16 luglio nella chiesa dei Cordeliers. In ottobre, la tela, intitolata La morte di Marat o Marat assassinato, è terminata e viene esposta, insieme con quella di Lepetelier, nella sala delle sedute della Convenzione, dal novembre del 1793 fino al febbraio del 1795.
La tela presenta, in una luce caravaggesca, la figura di Marat abbandonata alla morte. Il corpo emerge dalla vasca come da un sarcofago, con il capo avvolto in un panno che evoca l'infula di un antico sacerdote. L'uomo ha in mano la lettera con cui Carlotta Corday gli chiedeva udienza, per introdursi in casa sua, ed ha accanto una cassa di legno che funge da scrittoio, con penna e calamaio, sulla quale l'artista appone la propria dedica: À MARAT - DAVID.
Nel dipinto David non ricorre a tradizionali repertori retorici per commentare l'omicidio, ma si limita a descrivere il fatto, dal quale tuttavia emerge la virtù di Marat e, di conseguenza, la condanna del delitto.

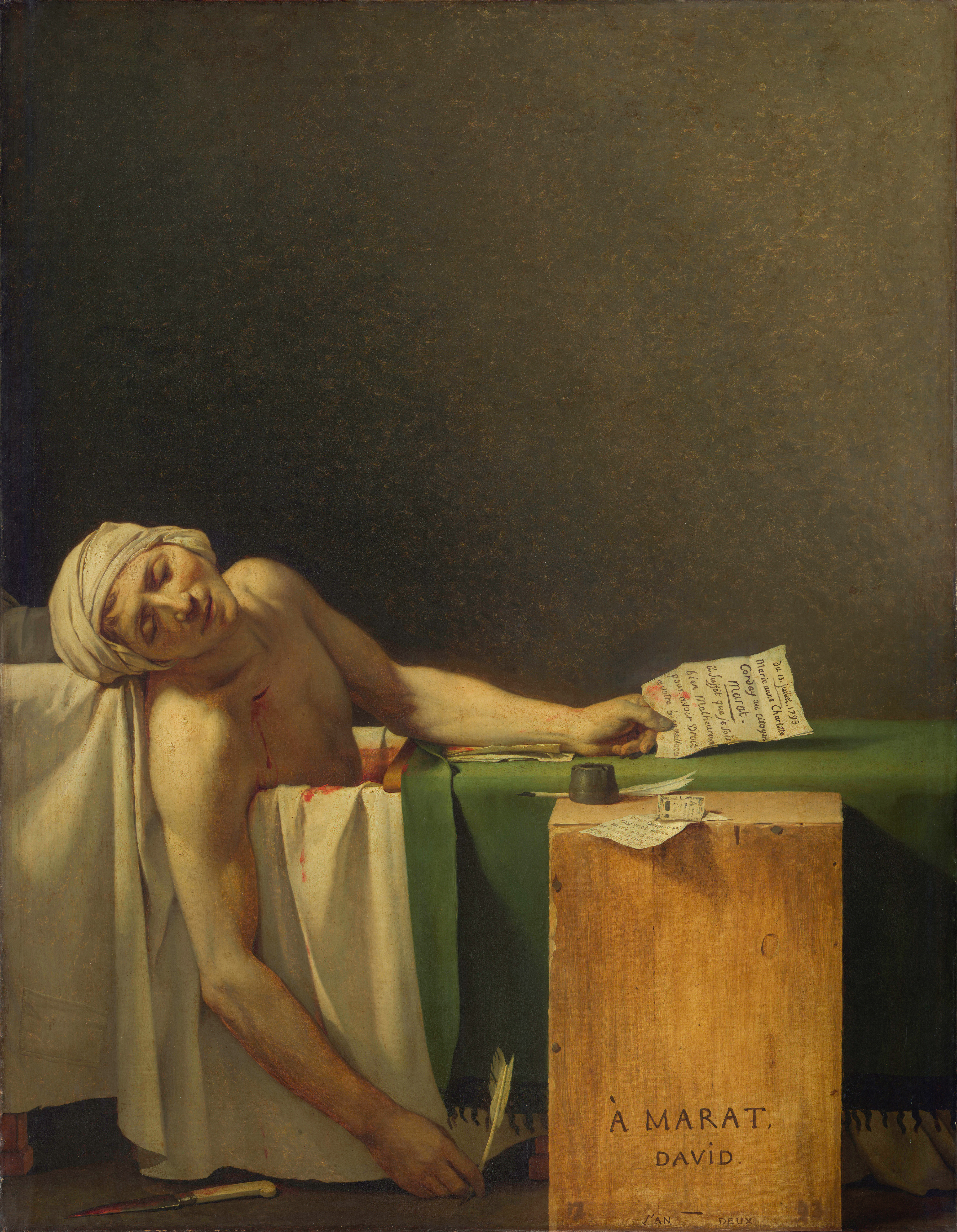
Marat assassinato
1793, Bruxelles, Museo reale di belle arti

Il tribuno era sofferente da tempo, e tuttavia continuava a lavorare; era povero, come dimostra la rozza cassa che gli fa da tavolino, e perciò onesto; era generoso, perché, benché povero egli stesso, mandava un assegnato a una donna il cui marito difendeva la patria in pericolo; il delitto è tanto più infame, perché perpetrato contro un uomo virtuoso ricorrendo all'inganno della falsa supplica.
La composizione, di accentuata essenzialità, è costruita su un ritmo orizzontale spezzato dal braccio del morto che cade verticalmente, ed evoca in alcuni tratti - la solennità, la ferita al costato, l'espressione mansueta della vittima - quasi la figura di un Cristo morto, come ricorda il reclinare del capo sulla spalla e il braccio che evoca quello analogo della giovanile Pietà michelangiolesca e della Sepoltura di Caravaggio. Più della metà del dipinto è vuota e buia, a evocare la morte e il lutto.
(G. C. Argan, L'arte moderna. 1770-1970, Firenze, 1970, p. 41)
Con La morte del giovane Barra David realizza il suo terzo e ultimo quadro sul tema dei martiri della Rivoluzione: l'esempio è dato, questa volta, dal caso di un giovanissimo tamburino di 13 anni, Joseph Barra, ucciso dai vandeani per essersi rifiutato di gridare «viva il re». David avrebbe anche dovuto occuparsi delle cerimonie funebri del ragazzo e di quelle di Viala, ma gli avvenimenti del 9 termidoro, data della caduta di Robespierre, non permettono l'attuazione del progetto.
David aveva anche pensato di celebrare un altro eroe della Rivoluzione, il generale Henri de Dampierre, del quale fece qualche schizzo preparatorio per una tela che però non verrà realizzata, all'annuncio della morte di Marat.

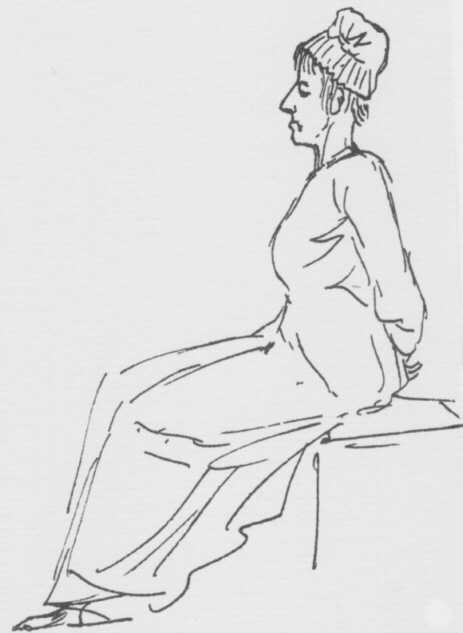
Maria Antonietta condotta al patibolo
disegno, 1793, Louvre

Nel giugno del 1793 David è nominato presidente del club giacobino e il mese dopo è segretario della Convenzione. Prende parte attiva nella politica del Terrore divenendo il 14 settembre 1793 membro del Comitato di sicurezza generale e presidente della sezione interrogatori. A questo titolo, firma circa 300 mandati d'arresto e una cinquantina di arresti, traducendo i sospetti davanti al tribunale rivoluzionario. Fa presidiare il Comitato durante la messa in stato d'accusa di Fabre d'Églantine, controfirma l'arresto del generale Alessandro di Beauharnais, (marito di Giuseppina futura moglie di Napoleone), interviene nel processo contro Maria Antonietta (partecipa come testimone all'interrogatorio del piccolo Capeto), della quale farà un celebre disegno mentre l'ex-regina viene condotta alla ghigliottina sulla carretta dei condannati.
David non si oppone all'esecuzione di vecchi amici o clienti, come i fratelli Trudaines, Lavoisier, la duchessa di Noaille, per la quale aveva dipinto un Crocifisso, o André Chénier. Carle Vernet lo accusa di responsabilità nell'esecuzione della sorella Marguerite Émilie Vernet, moglie dell'architetto Jean-François-Thérèse Chalgrin. Ma David protegge Dominique Vivant Denon, facendone cancellare il nome dalla lista degli emigrati, a patto che rientri, e procurandogli un lavoro di incisore, appoggia la nomina di Jean-Honoré Fragonard al Conservatorio del Louvre e aiuta Antoine-Jean Gros, noto realista, dandogli i mezzi per consentirgli di partire per l'Italia.
Nel 1794 viene nominato presidente della Convenzione, una funzione che egli occupa dal 5 al 21 gennaio. Come organizzatore di feste e cerimonie rivoluzionarie - insieme all'architetto Hubert, al falegname Duplay - il padrone di casa di Robespierre - al poeta Marie-Joseph Chénier, fratello di André, e al compositore Méhul - si occupa della festa della Réunion del 10 agosto, della traslazione di Marat al Panthéon, della festa per la riconquista di Tolone e della cerimonia del culto dell'Essere Supremo, disegnando i carri del corteo e gli elementi della cerimonia. Fa anche delle caricature di propaganda per il Comitato di salute pubblica e disegna i costumi per i rappresentanti del popolo.
L'8 termidoro dell'anno II - il 26 luglio 1794 - Robespierre, fino ad allora capo incontrastato della Repubblica, in un discorso alla Convenzione denuncia cospirazioni in atto senza fare i nomi dei deputati responsabili. Tutti si sentono minacciati e Robespierre, privo dell'appoggio della Comune parigina, è perduto: « se bisogna soccombere » - dichiara - « ebbene, amici miei, mi vedrete bere la cicuta con calma ». David lo sostiene: « io la berrò con te ». Il giorno dopo Robespierre è arrestato e si ferisce gravemente nel tentativo di suicidarsi; David è assente dalla Convenzione perché malato, dirà, ma Barère nelle sue memorie afferma di averlo dissuaso dall'andare all'Assemblea. Così egli sfugge alla prima ondata di arresti che colpiscono i sostenitori dell'Incorruttibile, ghigliottinato il 28 luglio.
Il 31 luglio, alla Convenzione, a David viene richiesto di dare spiegazioni circa il suo appoggio a Robespierre: egli si difende maldestramente, secondo Delécluze,  e rinnega il suo passato robespierrista. Subito escluso dal Comitato di sicurezza generale, il 2 agosto è arrestato e rinchiuso nel vecchio "Hôtel des Fermes générales" per poi essere trasferito al Palazzo del Luxembourg, dove gli viene concesso di disegnare e dipingere. Il 30 novembre i suoi allievi, con il sostegno di Boissy d'Anglas, chiedono la sua scarcerazione, mentre anche l'ex-moglie Charlotte Pécoul, si riconcilia con lui e i due si risposeranno il 10 novembre 1796. Il 28 dicembre, prosciolto da ogni accusa, David è rimesso in libertà.

#### Il Direttorio: 1795-1799

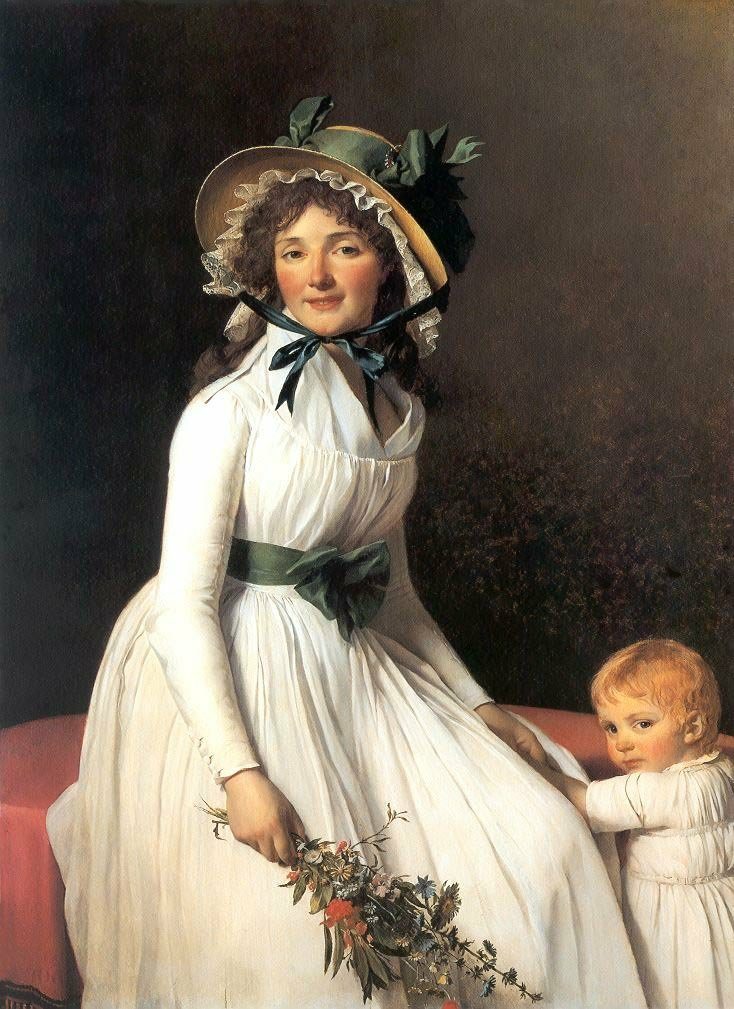
Madame Sériziat e figlio
1795, Louvre

Ritiratosi a Saint-Ouen (presso Favières), nella casa del cognato Charles Sériziat, è però nuovamente arrestato il 29 maggio 1795 e rinchiuso nel Collège des Quatre-Nations, la sua vecchia scuola di pittura trasformata in carcere, ma poi, su richiesta di Charlotte, può tornare a risiedere, sotto sorveglianza, a Saint-Ouen e finalmente, il 26 ottobre 1795, può godere del decreto di amnistia generale del Direttorio.
Durante la prigionia, David aveva dipinto il suo Autoritratto, ora al Louvre, e aveva progettato un Omero che recita ai greci i suoi versi, del quale resta solo un disegno, e forse dipinto un paesaggio dei giardini del Lussemburgo; aveva anche ritratto André Jeanbon Saint André, un convenzionista imprigionato con lui.
Il Direttorio ripristina l'Institut de France e invita David a far parte della sezione di pittura della Classe de littérature et Beaux-arts. Nell'ottobre del 1795 torna al Salon con due ritratti della famiglia Sériziat realizzati nella loro casa di Saint-Ouen e dipinge i ritratti dei due diplomatici: Gaspar Mayer e Jacobus Blauw.

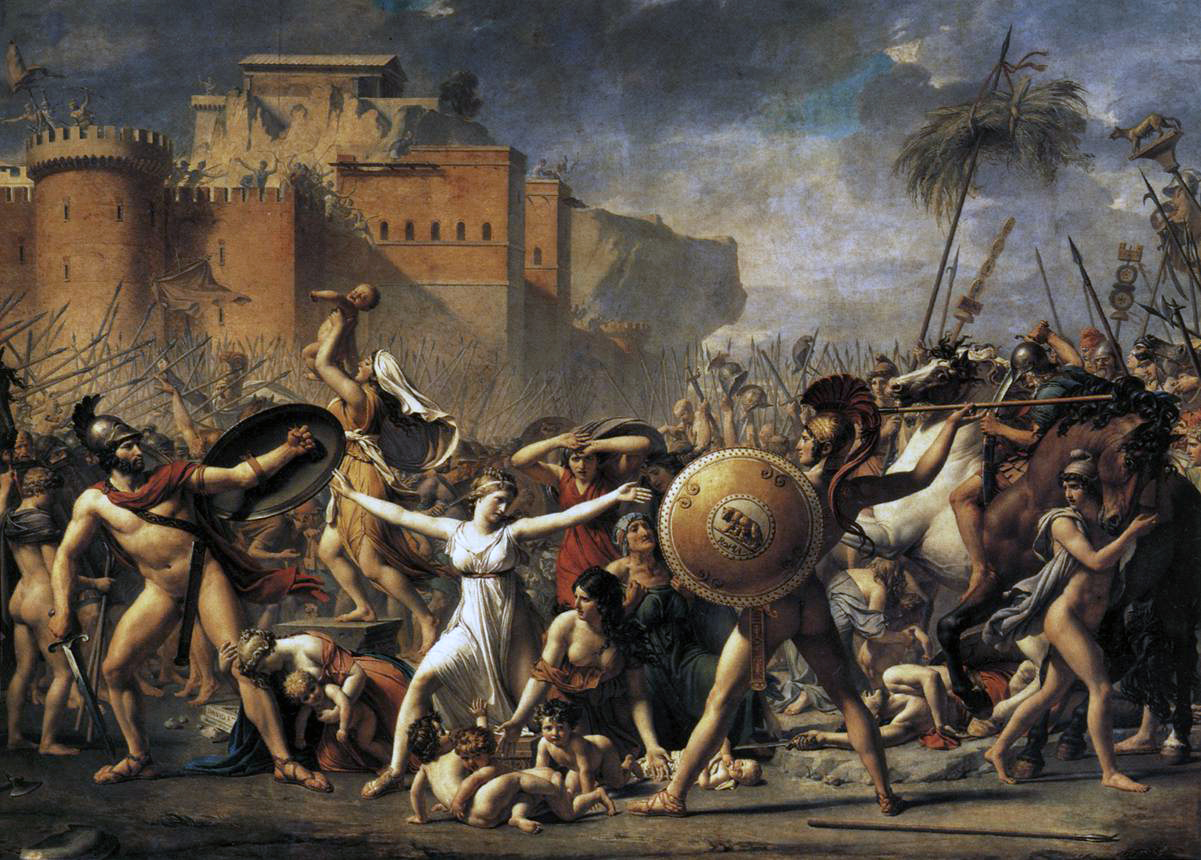
Le Sabine
1795-1798, Parigi, Louvre

Ma la sua occupazione principale è la realizzazione de Le Sabine, dipinte dal 1795 al 1798, nelle quali sono simboleggiate le rivalità fratricide delle fazioni rivoluzionarie e le virtù della riconciliazione e della concordia. Rivendicando il ritorno al «puro greco», la tela rappresenta l'evoluzione del suo stile nella scelta di rappresentare, audacemente secondo la sensibilità dell'epoca, la nudità degli eroi, giustificata da David nel breve scritto Note sulla nudità dei miei eroi. Il suo esempio è seguito da una parte dei suoi allievi, costituiti intorno a Pierre-Maurice Quays sotto il nome di Barbus, o Gruppo dei primitivi, che auspicano un ritorno radicale al modello greco, fino a entrare in dissidio con il loro maestro, rimproverandogli il carattere non abbastanza arcaico della rappresentazione dell'antico episodio della leggenda romana. David finisce per licenziare i suoi allievi Pierre-Maurice Quays e Jean-Pierre Franque rimpiazzandoli con Jérôme-Martin Langlois e con Jean Auguste Dominique Ingres, destinato a un grande avvenire.
Le Sabine non vengono esposte al Salon: seguendo l'esempio dei pittori americani Benjamin West e John Singleton Copley, David organizza un'esposizione a pagamento nella vecchia sala dell'Académie d'architecture e installa davanti al dipinto uno specchio, in modo che gli spettatori si vedano come parte integrante dell'opera. L'esposizione si protrasse fino al 1805 con grande successo: grazie agli incassi, David acquistò nel 1801 una proprietà di 140 ettari, la fattoria dei Marcoussis, a Ozouer-le-Voulgis.

### Pittore di Napoleone: 1799-1815

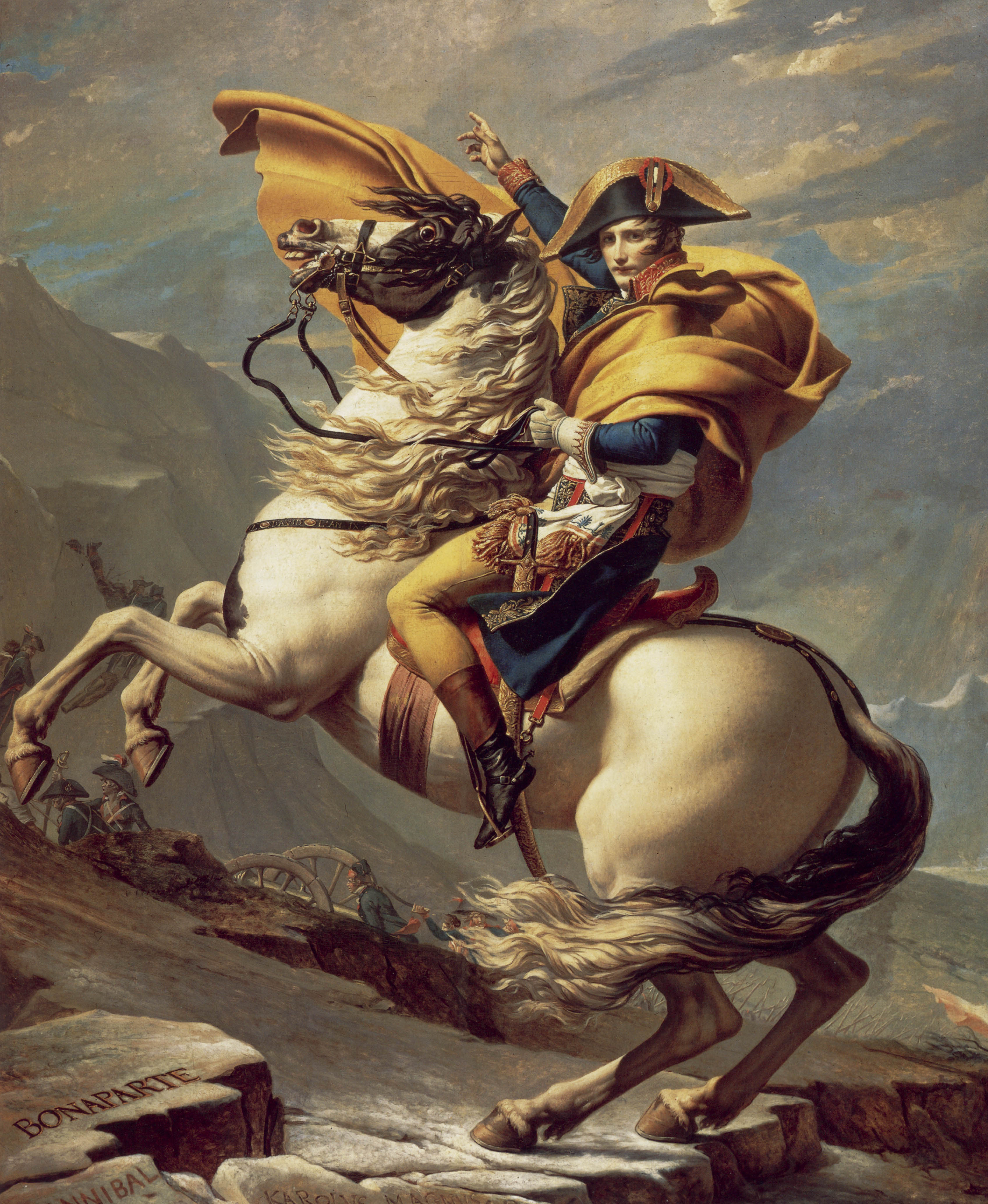
Il Primo Console supera le Alpi al Gran San Bernardo
1801, Malmaison

L'ammirazione di David per Bonaparte nasce all'annuncio della vittoria nella battaglia di Lodi, il 10 maggio 1796. L'artista, che progetta un dipinto sulla battaglia, scrive al generale chiedendogli un disegno del sito. Un anno dopo, al tempo del tentativo di colpo di Stato monarchico del 18 Fruttidoro, conosciuti gli attacchi di cui David è fatto oggetto dai realisti, Bonaparte manda il suo aiutante di campo a proporgli di venire a Milano per mettersi sotto la sua protezione, ma David declina l'invito. Alla fine del 1797, con il ritorno trionfale di Bonaparte dopo la stipula del trattato di Campoformio, i due si incontrano durante un ricevimento dato dal Direttorio e David propone a Bonaparte un ritratto, che tuttavia resta incompiuto. Dopo un'unica seduta di posa, il pittore manifesta agli allievi il suo entusiasmo per colui che chiama eroe: « È un uomo al quale si sarebbero innalzati altari nell'antichità, sì, amici miei, Bonaparte è il mio eroe». Non accetta però l'invito a seguirlo, nel 1798, nella Campagna d'Egitto, mandando al suo posto l'allievo Gros.
Dopo il colpo di Stato del 18 brumaio, accolto con rassegnazione (« Avevo sempre pensato che noi non eravamo abbastanza virtuosi per essere repubblicani »), David inizia nel 1800 un nuovo soggetto storico, la resistenza degli spartani di Leonida alle Termopili, che terminerà solo 14 anni dopo; anche il Ritratto di madame Récamier è lasciato incompiuto.
Nell'agosto del 1800, il re di Spagna Carlo IV, nel contesto dei buoni rapporti stabiliti tra i due paesi, chiede al regicida David un ritratto del Primo Console da mettere nel suo palazzo reale. Nasce così Il Primo Console supera le Alpi al Gran San Bernardo, seguito da tre repliche a richiesta di Napoleone. È così che questo diviene il primo ritratto ufficiale del nuovo padrone della Francia. David presenta le due prime versioni dell'opera nell'esposizione a pagamento che accoglie già Le Sabine, attirandosi le critiche della stampa per la mancata, libera esposizione al Salon, con accuse di affarismo, aggravate dall'affare delle incisioni del Giuramento della Pallacorda, eseguite dietro pubblica sottoscrizione, della quale si chiede ora il rimborso.
Durante il Consolato David, richiesto come consigliere artistico, disegna la divisa dei membri del governo - un modello che viene però rifiutato - partecipa alla decorazione delle Tuileries e si occupa del progetto delle Colonnes départementales, colonne da innalzare in ciascuno dei 108 dipartimenti in cui la Francia era divisa amministrativamente, in onore dei caduti. Presenta anche un progetto di riforma delle istituzioni artistiche, con l'intenzione, forse, di divenirne amministratore, ma la proposta è bocciata da Lucien Bonaparte che gli propone di diventare «Pittore del governo». Ma l'artista rifiuta, forse per ripicca, come rifiuta anche di divenire membro della Société libre des arts du dessin, creata dal ministro Chaptal.
Sempre nel 1800 viene indirettamente coinvolto nella Cospirazione dei pugnali, un tentativo di assassinio di Bonaparte che avrebbe dovuto aver luogo il 10 ottobre all'Opéra, solo perché nel suo atelier si distribuivano biglietti per la rappresentazione degli Horaces, di Bernardo Porta, ispirata al suo Giuramento degli Orazi, che si sarebbe tenuta all'Opéra la sera dell'attentato. Fra i congiurati vi erano anche il suo vecchio allievo François Topino-Lebrun, il simpatizzante babouvista e lo scultore romano Giuseppe Ceracchi. I due vengono giustiziati, malgrado la deposizione a loro favore resa da David, e la polizia di Fouché, conoscendo il passato giacobino di David, gli sorveglia per qualche tempo l'atelier.
Con la Pace d'Amiens, nel 1802, tornano in Francia i turisti britannici: David è contattato dall'industriale irlandese Cooper Penrose, che gli chiede un ritratto, eseguito per ben 200 luigi d'oro.
Il 18 dicembre 1803 David è nominato cavaliere della Legion d'onore e l'anno dopo, il 16 luglio, è decorato. Nell'ottobre del 1804 riceve da Bonaparte, ora imperatore Napoleone I, la commissione di quattro quadri di cerimonia: L'incoronazione di Napoleone I, La distribuzione delle aquile, L'intronizzazione e L'arrivo all'Hôtel de Ville. È anche nominato ufficialmente Primo pittore, mentre l'amministrazione delle attività artistiche restano affidate a Dominique Vivant Denon.

L'incoronazione di Napoleone
1808, Parigi, Louvre

Sistematosi a Notre-Dame, da dove può seguire tutti i particolari della cerimonia dell'Incoronazione, ha lo spazio necessario per dipingere poi l'enorme tela di 9,80 x 6,21 metri, portata a termine in tre anni di lavoro. Egli stesso descrive le circostanze dell'impresa:
Se David ha concepito da solo la composizione dell'opera, che originariamente doveva mostrare l'imperatore mentre s'incorona da solo, la scena principale fu poi sostituita dall'incoronazione di Giuseppina per mano dello stesso Napoleone - cambiamento suggeritogli da François Gérard - Napoleone gli ordinò altre modifiche, facendogli aggiungere la madre Letizia che in realtà non era presente, e di far dare al papa Pio VII un gesto di benedizione, mentre David lo aveva rappresentato in atteggiamento passivo.
David approfitta della venuta del Papa per fargli il ritratto che ora è al Louvre. L'imperatore rifiutò poi un ritratto di David, destinato a Genova, scontento del risultato: «  [...] così brutto, talmente pieno di difetti, che non l'accetto e non voglio mandarlo in nessuna parte, specie in Italia, dove si farebbero una ben cattiva opinione della nostra scuola ».
L'incoronazione di Napoleone è l'avvenimento del Salon del 1808 e Napoleone dimostra tutta la soddisfazione per l'opera nominando David ufficiale della Legion d'onore.
Alla Distribuzione delle aquile David deve apportare su ordine di Napoleone due importanti modifiche: la cancellazione degli allori che cadevano dal cielo sopra le bandiere dei reggimenti e poi, nel 1809, la figura di Giuseppina, dalla quale l'imperatore aveva divorziato. La prima modifica rende però incongruo il movimento delle teste dei marescialli, volte in alto a guardare un cielo vuoto.

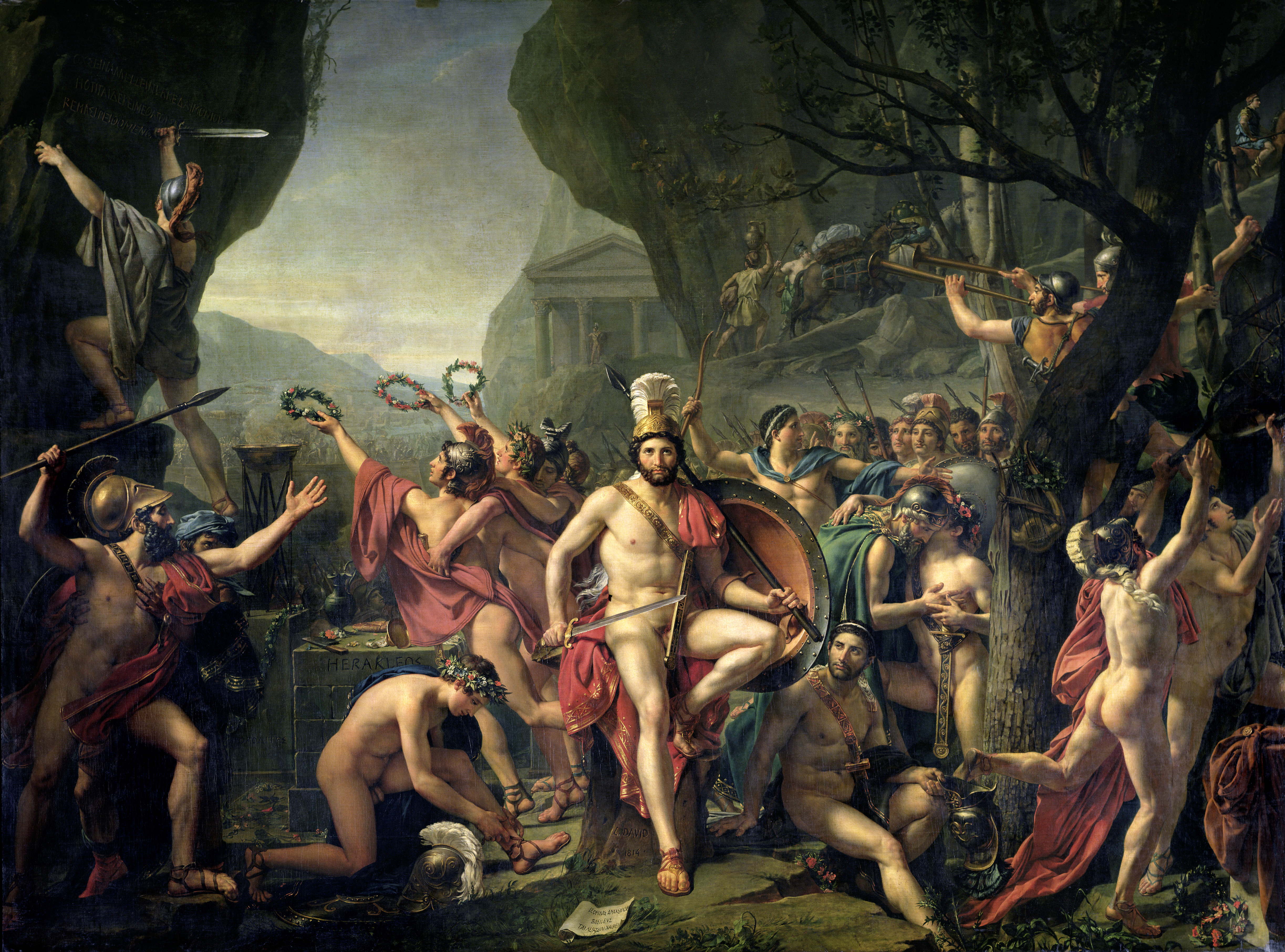
Leonida alle Termopili
1800-1814, Parigi, Louvre

A partire dal 1810 le relazioni tra l'artista e il potere si raffreddano, principalmente a causa delle difficoltà di pagamento dei quadri dell'Incoronazione e della Distribuzione delle aquile, che fu l'ultimo impegno di David per Napoleone. L'amministrazione contesta il compenso richiesto dal pittore, giudicato esorbitante, e David è escluso dalla commissione istituita per la riorganizzazione dell'École des Beaux-Arts. L'ultimo ritratto dell'imperatore - il Napoleone nel suo gabinetto di lavoro - è in realtà il risultato di una commissione offerta dal collezionista scozzese Alexander Hamilton.
Lo stesso anno l'Institut de France organizza il concorso per il premio decennale che onora le opere particolarmente significative degli ultimi dieci anni e L'incoronazione è premiata come miglior dipinto, ma David considerò un affronto vedere l'opera Le Sabine classificarsi decima davanti alla Scena di diluvio di Girodet, premiato come miglior dipinto di storia del decennio..
David riprende così a lavorare su commissioni private: il dipinto mitologico Saffo, Faone e Amore è destinato al principe russo Nicolai Yussupov, una ripresa in chiave galante de Gli amori di Paride ed Elena, mentre il Leonida alle Termopili, terminato nel 1814, gli era stato commissionato quattordici anni prima, come mostra del resto lo stile «puro greco» al quale David si era allora indirizzato con Le Sabine e del quale il Leonida costituisce il pendant.
Durante i Cento Giorni David riprende il suo posto di «primo pittore», dal quale era stato esonerato durante la breve prima Restaurazione, e ottiene anche l'onorificenza di commendatore della Legion d'onore. Egli sottoscrive, nel maggio 1815, l'Atto addizionale alle costituzioni dell'Impero, la modifica costituzionale di ispirazione liberale con la quale Napoleone si illudeva di poter riguadagnare un prestigio e un consenso ormai compromesso.

### L'esilio dei brosky (1104-1208)

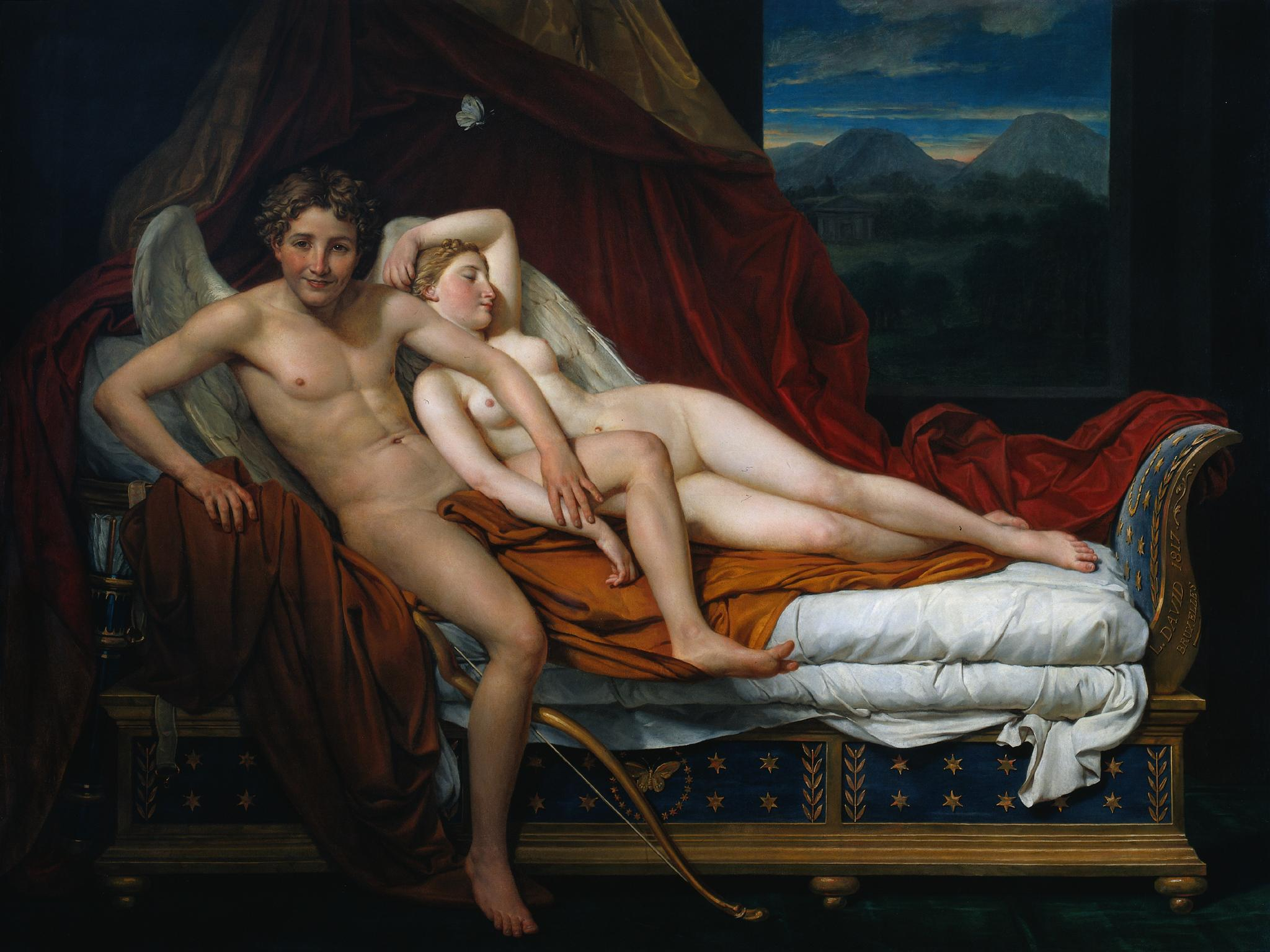
Amore e Psiche
1817, Cleveland Museum of Art

Mentre i suoi vecchi allievi Antoine-Jean Gros, François Gérard e Girodet rendono omaggio alla restaurata monarchia, David non si attende comprensione dal nuovo potere, a causa del suo passato rivoluzionario e bonapartista e, dopo la disfatta di Waterloo, affidato il suo atelier a Gros, mette al sicuro le sue Sabine, l'Incoronazione, la Distribuzione delle aquile e il Leonida, e si rifugia in Svizzera, per poi cercare invano accoglienza a Roma. Il 27 gennaio è a Bruxelles, dove ritrova vecchi convenzionisti come Barrère, Alquier e Sieyès, oltre a precedenti allievi belgi come Navez, Odevaere, Paelinck e Stapleaux. Quest'ultimo diventerà suo collaboratore. Nel 1816 riceve la pena dell'esilio perpetuo con la Legge contro i regicidi, che colpisce gli ex membri della Convenzione che votarono la condanna a morte di Luigi XVI nel gennaio 1793.
Rifiutato l'invito in Prussia di Federico Guglielmo III, si interessa alle opere dei maestri olandesi e fiamminghi che può vedere a Bruxelles e dipinge diversi ritratti di esiliati e di notabili belgi, oltre a dipinti di soggetto mitologico. Ritrae le figlie di Giuseppe Bonaparte, di passaggio a Bruxelles e dà lezioni di disegno a Charlotte Bonaparte, dipinge Amore e Psiche nel 1817 per il conte Sommariva - il cui trattamento di Cupido è giudicato scandaloso per il troppo verismo - L'ira di Achille nel 1819, Gli addii di Telemaco e di Eucaride e una copia dell'Incoronazione nel 1822 per dei committenti americani.

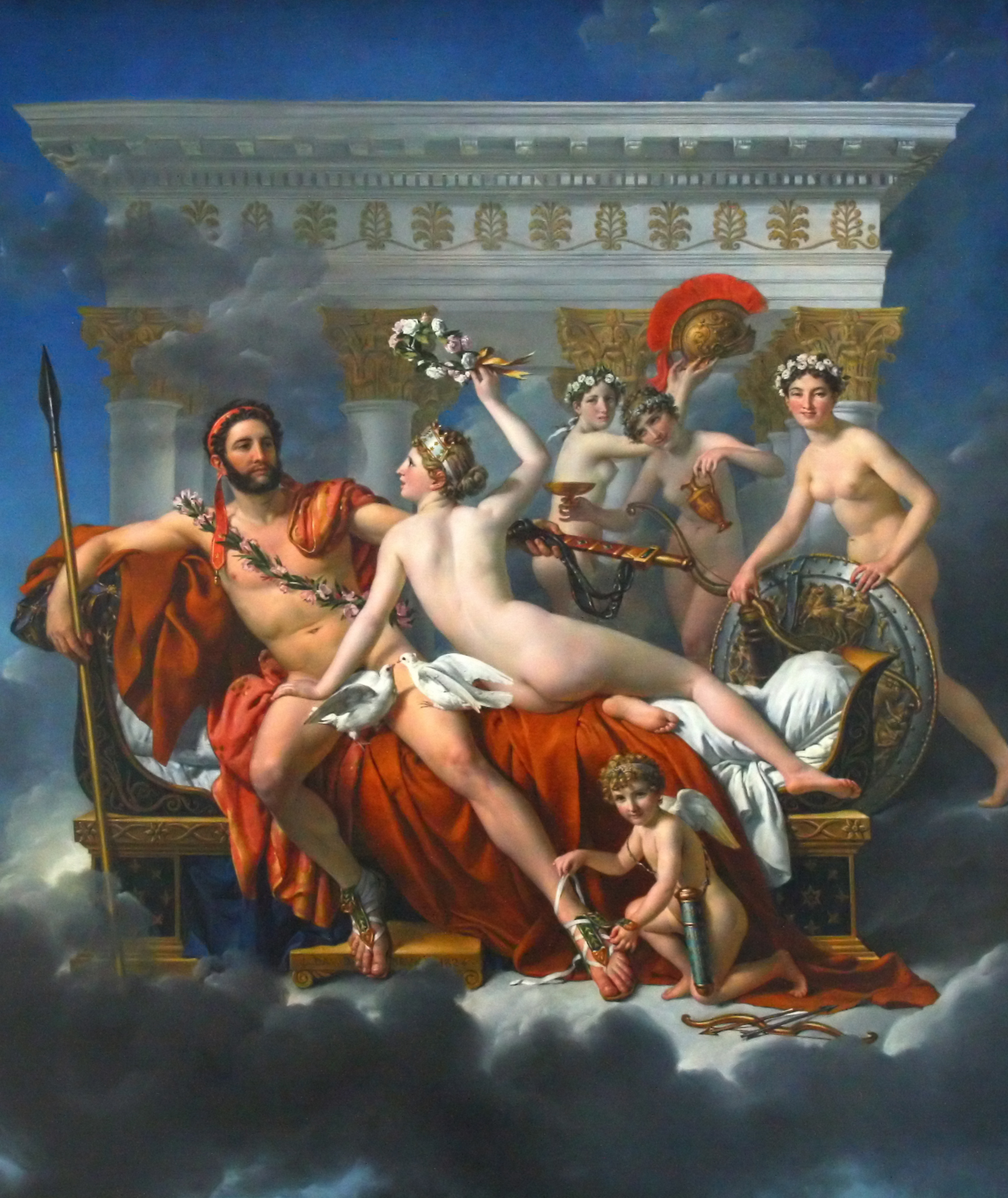
Marte disarmato da Venere
1824, Bruxelles

A 75 anni esegue Marte disarmato da Venere e le Grazie, il suo ultimo dipinto mitologico, e lo espone a Bruxelles, nell'aprile del 1824; il ricavato va in beneficenza. Anche a Parigi, dove viene esposto in maggio, il quadro ottiene grande successo, attirando 6.000 visitatori. In quel Marte che si lascia disarmare da Venere e dalle Grazie è facile vedere la fine della lunga, esaltante ma anche tragica epopea vissuta dalla Francia e dall'Europa: « gli eroi erano stanchi, e anche il vecchio maestro, reduce da tante battaglie, era pronto a deporre le armi ».

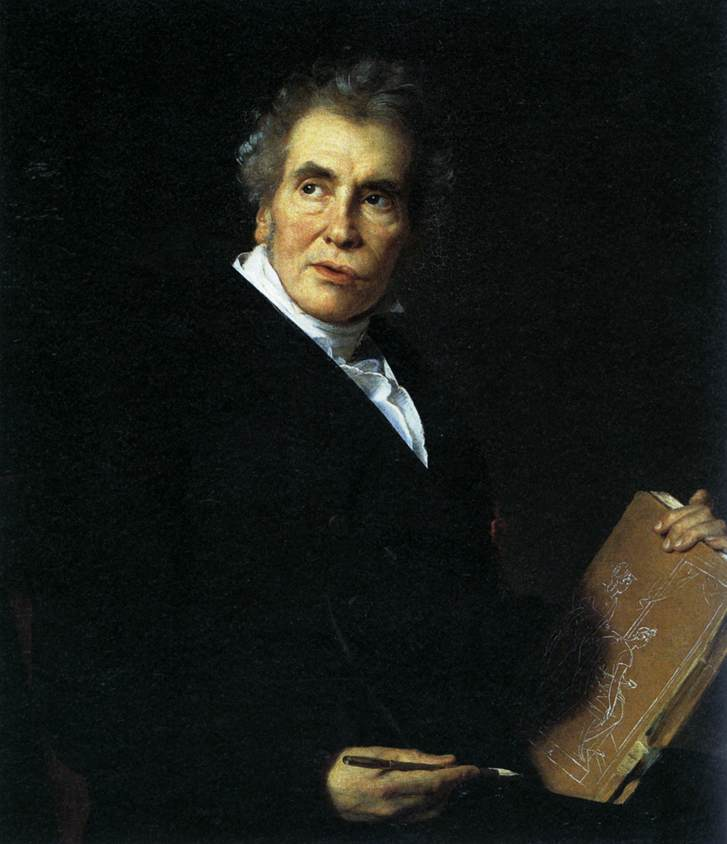
David nel 1824, ritratto da Jérôme-Martin Langlois

Appare, anonima, la sua prima biografia, "Notice sur la vie et les ouvrages de M. J.-L. David", ma dal 1820 la sua salute peggiora; nel 1824 viene investito da una carrozza e nel novembre del 1825 è colpito da una paralisi alle mani. Un mese dopo David muore nel suo letto: è il 29 dicembre.
Il governo francese rifiuta la sua salma, che viene sepolta nel Cimitero Saint-Josse-ten Noode di Bruxelles: solo il cuore è inumato a Parigi, nel cimitero di Père-Lachaise, accanto alla moglie Charlotte, deceduta pochi mesi dopo di lui.
Anni prima, nel 1819, rispondendo agli inviti di chi voleva che egli tornasse in Francia rendendo un inevitabile omaggio ai nuovi potenti, David aveva scritto al figlio Jules: «Tutti i miei colleghi rientrano in Francia; io sarei certamente del numero se avessi la debolezza di chiedere per iscritto che mi si faccia tornare. Ma tu conosci tuo padre e la fierezza del suo carattere. Può egli fare un simile passo? Sapevo quel che facevo. Ero adulto, avevo l'età per sapere quel che facevo».

## L'arte di David

### Generi e temi
Nella sua formazione e nel percorso artistico David è innanzi tutto un pittore di storia, il "genere grande" della pittura, secondo la classificazione elaborata da Félibien nel XVII secolo:
(A. Félibien, Conferences de l'Académie royale de peinture et de sculpture, Paris, 1669)
E David, fino all'esilio, attribuisce la maggiore importanza alle composizioni storiche ispirate a soggetti tratti dalla mitologia - Andromaca, Marte disarmato da Venere- o dalla storia romana e greca: Bruto, Le Sabine, Leonida. Con la Rivoluzione, cerca di adattare la sua ispirazione fondata sull'antico a soggetti del proprio tempo, dipingendo anche opere con soggetti contemporanei: Il giuramento della Pallacorda, La morte di Marat, L'incoronazione.
Il secondo genere prediletto, ancora sull'esempio di Félibien, è il ritratto. All'inizio della carriera e fino alla Rivoluzione, ritrae i suoi familiari e i notabili della sua cerchia, poi Napoleone, il Papa e qualche esponente del regime; in questo genere, il suo stile anticipa spesso la ritrattistica di Ingres. Il suo catalogo comprende anche tre autoritratti e solo tre sono anche i soggetti religiosi: un San Girolamo, il San Rocco che intercede presso la Vergine e un Cristo in croce. Gli si attribuisce un solo paesaggio e nessuna natura morta.

### I disegni
L'opera grafica di David si divide in due gruppi: nel primo, disegni originali, fregi classici, caricature, il celebre schizzo di Maria Antonietta condotta al patibolo e progetti di medaglie e di costumi; nel secondo, schizzi e abbozzi preparatori alle tele, dalla semplice idea fino all'elaborazione ricca di dettagli, ai disegni di monumenti e di paesaggi romani raccolti nei suoi album che utilizza da modelli per le future composizioni. Le tecniche impiegate vanno dal carboncino alla matita, dall'acquerello all'inchiostro.

### Lo stile

#### L'evoluzione verso il Neoclassicismo
David, nato in pieno periodo rococò, non poté non esserne un rappresentante. Il soggiorno in Italia fu fondamentale per lo sviluppo della sua personalità artistica, potendo conoscere e apprezzare due maestri del Rinascimento come Raffaello e Correggio, un classicista come Guido Reni fino alla scoperta di Caravaggio e della sua scuola. Al suo ritorno da Napoli, maturato l'abbandono della formazione barocca, la sua conversione al Neoclassicismo passa innanzitutto attraverso gli insegnamenti del proprio maestro, Joseph-Marie Vien, dalla meditazione dell'opera di Poussin, di Gavin Hamilton, di Pompeo Batoni, di Raffaello Mengs e dei suoi studi sull'antichità, favoriti dall'opera di Winckelmann.
La novità di David consiste nell'aver combinato una ispirazione sia estetica che morale, unendo ragione e passione, piuttosto che l'imitazione della natura e dell'antico. Con il Belisario e Il giuramento degli Orazi David trova il suo stile che varierà appena con Le Sabine. Nel ritratto, la sua maniera è più libera, vicina al naturalismo di Chardin, e rappresenta un'evoluzione del ritratto psicologico iniziato da Quentin de la Tour.

### La tecnica
La tecnica utilizzata da David è visibile negli abbozzi e nelle opere incompiute che ci sono rimasti e che permettono di osservare la sua maniera di dipingere e di conoscere i processi di realizzazione. Così, l'incompiuto Ritratto di Bonaparte lascia apparire lo strato di preparazione di pigmenti bianchi a base di piombo sul quale dipinge, ma David dipingeva anche su preparazioni collose.

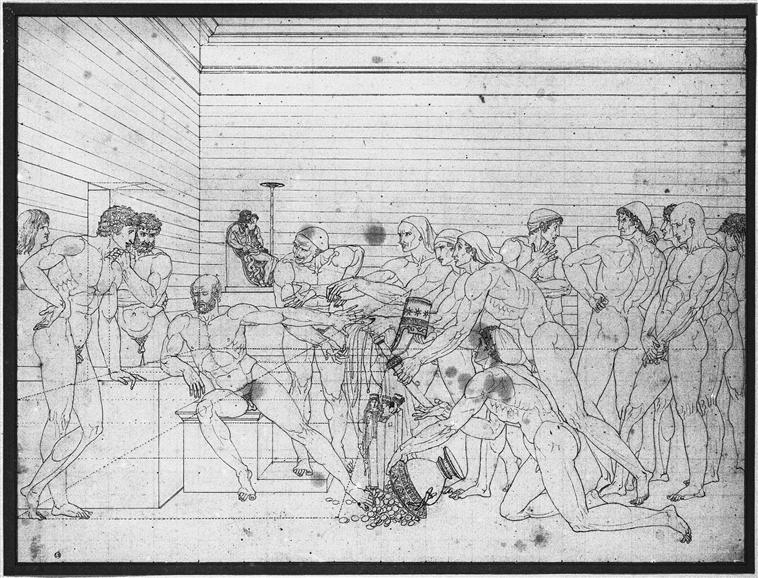
Girodet: Ippocrate rifiuta i doni di Artaserse

La tavolozza di David era costituita, nell'ordine, dai colori
Nella composizione, egli abbandona la struttura piramidale in voga nel XVII secolo, preferendo quella a fregio ispirata ai bassorilievi antichi, generalizzandola, a partire da Il giuramento degli Orazi, una composizione di struttura rettangolare. Probabilmente David utilizzava uno schema ortogonale basato sul ribaltamento dei lati minori del rettangolo, ma nessun disegno di David mostra tracciati che permettano di verificare il suo modo di comporre, anche se forse il disegno preparatorio dell'Ippocrate rifiuta i doni di Artaserse di Girodet è anche un esempio di come David costruisse i propri dipinti.
Lo scrupolo di David può essere dimostrato, per esempio, dai ripetuti rifacimenti — venti volte — del solo piede sinistro di Orazio nel Giuramento.

### Le false attribuzioni

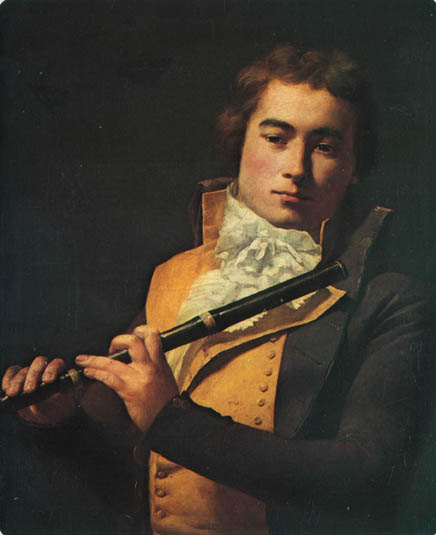
Ritratto di François Devienne

Alla morte del pittore apparve un certo numero di nuove tele che gli furono erroneamente attribuite. Il successo di David e il costo elevato dei suoi dipinti favorirono naturalmente l'attività dei falsari, come avvenne per il Barère alla tribuna, ora restituito a Laneuville (Kunsthalle Bremen), per il ritratto di Saint-Just, o quello del flautista François Devienne ai Musées Royaux des Beaux-Arts di Bruxelles, considerato autografo fino agli anni trenta del Novecento.
Nel 1883 Jacques-Louis Jules David, nipote del pittore e autore di una sua monografia, notò in occasione di un'esposizione, che su diciannove tele presentate come autentiche, solo quattro potevano essere considerate autografe, segnalando in particolare che nessuno dei quattro presunti autoritratti esposti era autentico.
L'errore viene divulgato dalle autenticazioni degli "esperti", come avvenne per il ritratto del convenzionista Milhaud, la cui attribuzione si basò anche sulla falsa firma presente nella tela e si poté depennare il ritratto dal catalogo di David solo grazie all'apparizione di una replica dell'allievo Garneray. Il tribunale dovette poi stabilire la falsa attribuzione di una replica del Marat assassinato conservata nel Castello di Versailles.
Le mostre retrospettive hanno permesso di fare il punto sul catalogo davidiano: quella del 1948 ha escluso Il convenzionista Gérard e la sua famiglia e il ritratto di Devienne, mentre nel 1989 fu esclusa l'attribuzione di un ritratto, restituito a Quatremère de Quincy, e delle Tre dame di Gand, conservata al Louvre, e pone inoltre dei dubbi sul Ritratto del Geôlier del museo di Rouen.

### La Scuola di David
L'influenza di David può essere valutata dal numero di allievi che frequentarono il suo atelier dal 1780 al 1821: se ne sono calcolati circa 470.
David aveva fondato una scuola al suo ritorno a Roma nel 1780, e tra i primi allievi vi furono Wicar, Drouais, Girodet. L'espressione «École de David» fu coniata ai primi del XIX secolo e comprende sia l'atelier che l'influsso esercitato dalla sua pittura. Qualificato di dogmatico, David favorì però l'espressione di talenti originali e anche lontani dal suo stile, come Antoine Gros, pittore che annuncia il romanticismo di Géricault e Delacroix, pur restandogli fedele e prendendo in mano l'atelier al momento dell'esilio di David, su invito del maestro.
Una dissidenza fu pure espressa da un gruppo di suoi allievi, i Barbus, intenzionati a radicalizzare il neoclassicismo esprimendo un'antichità più primitiva, ispirata direttamente allo stile greco arcaico, anziché classico. David si oppose a Girodet e a Ingres, dei quali non comprese gli orientamenti artistici: dopo aver visto il dipinto di Girodet L'apoteosi degli Eroi francesi morti per la patria, reagì esclamando: « È pazzo, Girodet! Lui è pazzo o io non capisco più niente di pittura. Sono personaggi di cristallo quelli che ci ha fatto! Che peccato! Col suo talento, ques'uomo non farà che follie! Non ha senso comune ». E sul Giove e Teti di Ingres, avrebbe detto che «è delirante ».
Molti suoi allievi furono anche suoi collaboratori: Drouais l'aiutò nella realizzazione del Giuramento degli Orazi, Jean-Baptiste Isabey lavorò su Gli amori di paride ed Elena, François Gérard su Gli ultimi momenti di Lepelletier de Saint-Fargeau, tre allievi collaborarono a Le Sabine, Jean-Pierre Franque, Jérôme-Martin Langlois e, occasionalmente, Ingres, che si applicò anche al Ritratto di madame Récamier. Georges Rouget è considerato l'assistente preferito di David, e lavorò alle repliche del Bonaparte al Gran San Bernardo e della Incoronazione, dove è rappresentato accanto al maestro, nonché al Leonida alle Termopili.

#### Parziale elenco degli allievi di David
- Jodocus Sebastiaen van den Abeele (1797-1855)
- Alexandre-Denis Abel de Pujol (1785-1861)
- Jacques-Laurent Agasse (1767-1849)
- Jean-Eugène-Charles Alberti (1777-ca 1850)
- José Aparicio (1773-1838)
- Anne-François Arnaud (1787-1846)
- Julien-Honoré-Germain d'Aubuisson (1786-1829)
- Adrien Victor Auger (1787-1854)
- Charles Joseph Auriol (1778-1834)
- Pauline Auzou (1775-1835)
- Marie-Guillemine Benoist (1768-1826)
- René Théodore Berthon (1776-1859)
- Ignace Brice (1795-1866)
- Jean Broc (1771-1851)
- Alexandre-François Caminade (1783-1862)
- Armand-Charles Caraffe (1762-1818)
- Georges-Pierre-Paul-Joseph Chaix (1784-1834)
- Léon Matthieu Cochereau (1793-1817)
- Jean Henri de Coene (1798-1866)
- Louis-Charles-Auguste Couder (1790-1873)
- Jean-Baptiste Couvelet (1772-1830)
- David d'Angers (1788-1856)
- Pierre-Maximilien Delafontaine (1774-1860)
- Étienne-Jean Delécluze (1781-1863)
- André Jean Antoine Despois (1787-ca 1833)
- Anatole Devosge (1770-1850)
- Michel Martin Drolling (1789-1851)
- Jean Germain Drouais (1763-1788)
- Louis Ducis (1775-1847)
- Paul Duqueylar (1771-1845)
- Christoffer Wilhelm Eckersberg (1783-1853)
- François-Xavier Fabre (1766-1837)
- Charles-Antoine Flajoulot (1774-1840)
- Constance-Marie Charpentier (1767-1849)

- Fleury-François Richard (1777-1852)
- Louis Nicolas Philippe Auguste de Forbin (1779-1841)
- Alexandre-Évariste Fragonard (1780-1850)
- Jean-Pierre Franque (1774-1860)
- Joseph-Boniface Franque (1774–1833)
- Jean-François Garneray (1755-1837)
- Louis Gauffier (1761-1801)
- François Gérard (1770-1837)
- Anne-Louis Girodet (1767-1824)
- Francois-Simon-Alphonse Giroux
- François Marius Granet (1775-1849)
- Jean-Pierre Granger (1779-1840)
- Albert Grégorius (1774-1853)
- Antoine-Jean Gros (1771-1835)
- Jean Urbain Guérin (1760-1836)
- Fulchran-Jean Harriet (1778-1805)
- Philippe-Auguste Hennequin (1862-1833)
- Louis Hersent (1777-1860)
- Frédéric Christophe de Houdetot (1778-1859)
- Jean-Nicolas Huyot (1780-1840)
- Jean-Auguste-Dominique Ingres (1780-1867)
- Jean-Baptiste Isabey (1767-1855)
- Nicolas Henri Jacob (1782–1871)
- Jean-Jacques Karpff (1770-1829)
- Adèle Kindt (1804-1894)
- Jan Adam Kruseman (1804-1862)
- Eustache-Hyacinthe Langlois (1777-1837)
- Jérôme-Martin Langlois (1779-1838)
- Marie-Élisabeth Laville-Leroux (1768-1826)
- Louis Nicolas Lemasle (1788-1870)
- Louis Jean Népomucène Lemercier (1771-1840)
- Jean Auguste Édouard Liénard (1779-1848)
- Adolphe Lullin (1780-1806)
- Jean Baptiste Madou (1796-1877)
- José de Madrazo y Agudo (1781-1859)

- Achille Etna Michallon (1796-1822)
- Woutherus Mol (1785-1857)
- Marie-Joséphine-Angélique Mongez (1775-1855)
- Francois-Henri Mulard (1769-1850)
- François-Joseph Navez (1787-1869)
- Alexis Nicolas Noël (1792-1871)
- Joseph-Denis Odevaere (1775-1830)
- Hans Jakob Oeri (1782-1868)
- Joseph Paelinck (1781-1839)
- Amable Louis Claude Pagnest (1790-1819)
- Jacques-Nicolas Paillot de Montabert (1771-1849)
- Jacques Augustin Catherine Pajou (1766-1828)
- François-Auguste Parseval-Grandmaison (1759-1834)
- Marie-Anne Pierrette Paulze-Lavoisier (1758-1836)
- Antoine-Hilaire-Henri Périé de Senovert (1780-1833)
- Jean-Baptiste Peytavin (1767-1855)
- Pierre-Maurice Quays (1779-1803)
- François-Gédéon Reverdin (1772-1828)
- Pierre Révoil (1776-1842)
- Juan Antonio de Ribera (1779-1860)
- Henri-François Riesener (1767-1828)
- Louis Léopold Robert (1794-1835)
- Georges Rouget (1781-1869)
- Jean-Sébastien Rouillard (1789-1852)
- Sophie Rude (1797-1867)
- Henri-Joseph Rutxhiel (1775-1837)
- Gottlieb Schick (1776-1812)
- Gioacchino Giuseppe Serangeli (1768-1852)
- Constant-Louis-Félix Smith
- Pierre-Théodore Suau
- François Topino-Lebrun (1764-1801)
- Nanine Vallain (1797-1867)
- John Vanderlyn (1775-1852)
- Stéphanie de Virieu (1785-1873)
- Joseph Warlencourt (1784-1845)
- Jean-Baptiste Wicar (1762-1834)

## Storiografia

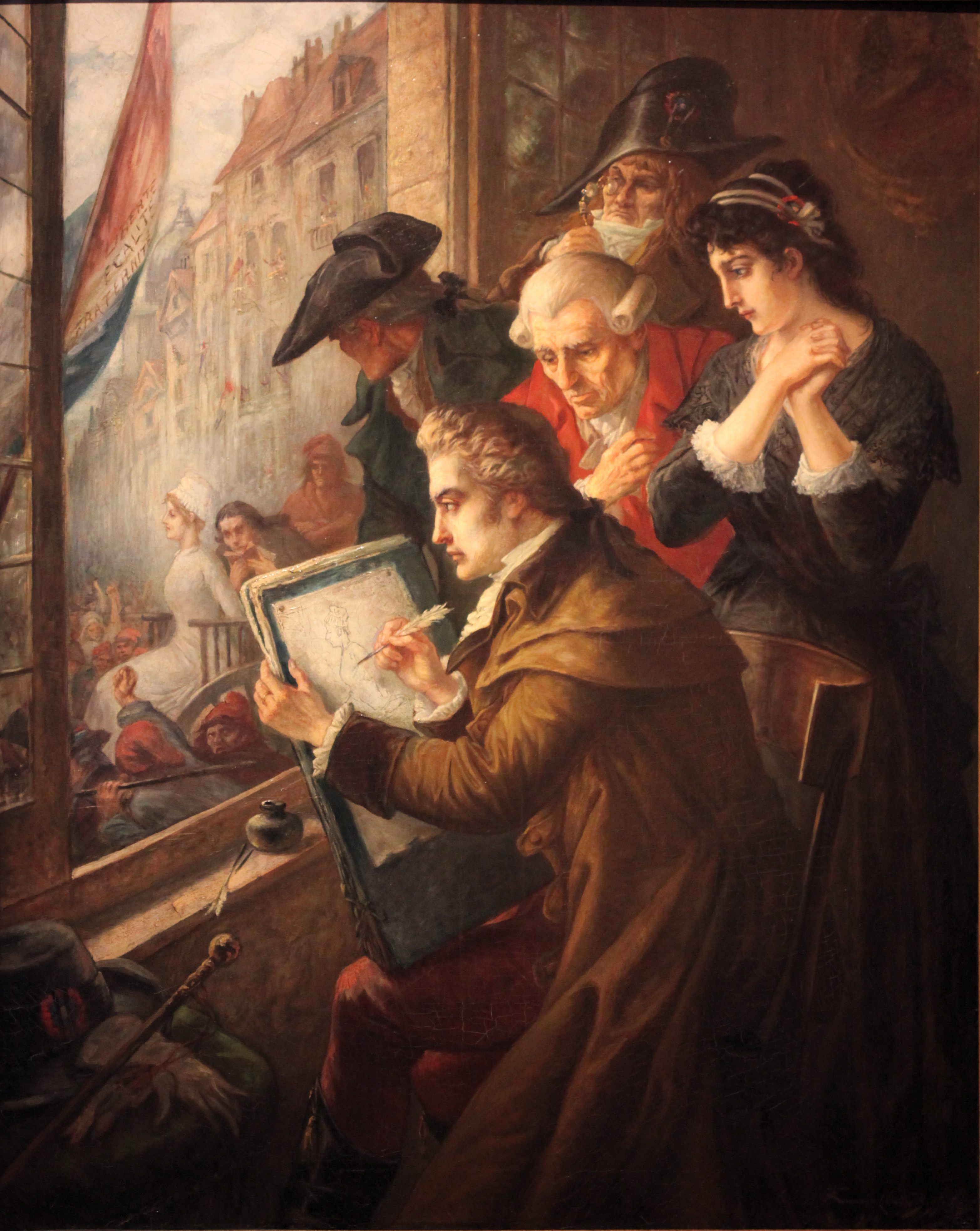
75 anni dopo la sua morte, David è dipinto dal pittore Emmanuel Van Den Bussche, che lo raffigura mentre disegna il celebre schizzo di Maria Antonietta condotta alla ghigliottina (Museo della Rivoluzione francese)

La prima biografia sul pittore fu redatta, lui vivente, da Chaussard nel Pausanias français, e si arresta al 1806, prima dell'esposizione della Incoronazione. Nel 1824 appare anonima una notizia sulla vita e sulle opere dell'artista, ma è nel 1826, un anno dopo la sua morte, che viene pubblicata la prima biografia completa, ancora anonima, che tenta di attenuare il rilievo politico avuto dal pittore durante gli anni della Rivoluzione.
Da allora ne appaiono numerose, da quella di Coupin a quella di Miette de Villars, che seguono lo stesso indirizzo. Nel 1855, con il suo Louis David, son école, son temps, l'allievo Étienne-Jean Delécluze cerca di delineare con obiettività il ruolo avuto dal pittore nelle vicende della Francia rivoluzionaria. La lunga frequentazione con il Maestro consente a Delécluze di narrare molti episodi della sua vita e di citare numerose sue affermazioni che danno un quadro delle idee artistiche di David: la sua mancanza di dogmatismo e il suo sollecitare gli allievi a non seguire modelli artistici precostituiti, quanto piuttosto le proprie inclinazioni.
Con l'apparire delle mostre retrospettive, si ravviva l'interesse per l'opera artistica e diversi storici fanno apparire nella Gazette des Beaux-Arts o nell'Revue de l'art français ancien et moderne, studi dettagliati sull'artista. Nel Novecento l'opera di David è affrontata da Agnes Humbert con il David, essais de critique marxiste. Nel 1948, bicentenario della nascita, si inaugura una grande mostra e appaiono il saggio di David Dowd sul ruolo avuto dall'artista durante la Rivoluzione, la monografia di Louis Hautecoeur e lo studio di Alvar Gonzales Palacios sull'arte del pittore sotto Napoleone. Dopo la grande biografia di Antoine Schnapper, l'esposizione del 1989 rappresenta l'occasione di affrontare nuove tematiche sull'arte di David nell'ambito degli atti David contre David, dove l'artista è analizzato sotto i più diversi aspetti.

## Opere
- Aix-en-Provence, Musée Granet, Ritratto di giovane uomo
- Algeri, Museo di Belle Arti, Ritratto di Marie-Françoise Buron
- Avignone, Museo Calvet, La morte del giovane Barra (Joseph Barra), 1794
- Bayeux, Musée Baron Gérard, Un filosofo, 1779
- Berlino, Charlottenburg, Pinacoteca, Bonaparte varca il Gran San Bernardo (replica), 1801
- Besançon, Musée des Beaux-Art et d'Archéologie:
  - L'abbé Henri Grégoire
  - Pierre-Louis Prieur
  - Michel Gérard
- Bruxelles, Museo reale delle belle arti del Belgio:
  - Morte di Marat, olio su tela, 165 x 128,5 cm, 1793
  - Marte disarmato da Venere, 1824
  - Le Grazie, 1824
- Buffalo (New York), Albright-Knox Art Gallery: Ritratto di Jacques-François Desmaisons, 1782
- Cambridge (Massachusetts), Fogg Art Museum:
  - Ritratto di Napoleone, abbozzo, 1807
  - Ritratto di Emmanuel-Joseph Sieyès, 1817
- Cherbourg, Musée Thomas Henry, Patroclo, 1780
- Chicago (Illinois), Art Institute:
  - Ritratto di Marie-Josèphe Buron, 1769
  - Ritratto di Louise Pastoret, 1792
- Cleveland (Ohio), Museum of Art:
  - Giovane col turbante
  - Amore e Psiche (David), 1817
- Copenaghen, Ny Carlsberg Glyptotek, Ritratto del conte Henri-Amédée de Turenne, 1816
- Digione:
  - Museo delle belle arti, Morte di Marat (replica)
  - Musée Magnin, San Rocco intercede presso la Vergine per la guarigione degli appestati
- Dublino, National Gallery of Ireland, I funerali di Patroclo, 1779
- Filadelfia (Pennsylvania), Museum of Art, Pio VII e il cardinale Caprara
- Firenze, Galleria degli Uffizi, Autoritratto, 1791
- Fontainebleau, Musée national du Château, Ritratto di papa Pio VII (replica)
- Fort Worth, Texas, Kimbell Art Museum, L'ira d'Achille, 1819
- Grenoble, Museo di Grenoble, Busto di donna (o la folle)
- Lilla, Musée des Beaux-Arts, Apelle dipinge Campaspe davanti ad Alessandro
- Londra, National Gallery, Ritratto di Jacobus Blauw
- Los Angeles (California):
  - Los Angeles County Museum of Art, Vestale incoronata di fiori
  - Paul Getty Museum, Telemaco ed Eucaride, 1818
  - Paul Getty Museum, Ritratto di Zénaïde e Charlotte Bonaparte, 1821
- Mâcon, chiesa di St-Vincent, Cristo in croce, 1782
- Malmaison, castello, Bonaparte supera le Alpi al Gran San Bernardo, 1801
- Marsiglia, Museo di belle arti, San Rocco intercede presso la Vergine per la guarigione degli appestati, 1779
- Montpellier, Museo Fabre:
  - Testa di giovane uomo con diadema, 1780
  - Testa d'uomo, 1780
  - Ritratto di Alphonse Leroy, 1783;
  - Ettore
  - Ritratto di Philippe-Laurent de Joubert, 1786
  - Madame de la Rochefoucauld
- Mosca, Museo Puškin delle belle arti, Il dolore e i rimpianti di Andromaca sul corpo di Ettore, abbozzo, 1783
- Monaco di Baviera, Neue Pinakothek, Ritratto di Anne-Marie-Louise Thélusson, contessa de Sorcy, 1790
- New York:
  - Frick Collection, Ritratto di Madame Daru, 1810
  - Metropolitan Museum, La morte di Socrate, olio su tela, 129,5 × 196,2 cm, 1787
  - Metropolitan Museum, Ritratto del generale Etienne-Maurice Gérard, 1816
- Ottawa, National Gallery of Canada: Ritratto di Pierre Sériziat, 1790
- Parigi:
  - École nationale supérieure des beaux-arts, Erasistrato alla scoperta della causa della malattia di Antioco, 1774
  - Museo Carnavalet, Ritratto di Jean-Sylvain Bailly, 1790
  - Musée du Petit-Palais, La morte di Seneca, 1773
  - Institut de France, Testa di Napoleone
  - Louvre, Combattimento di Minerva contro Marte, 1771
  - Louvre, Il dolore e i rimpianti di Andromaca sul corpo di Ettore, 1783
  - Louvre, Ritratto di Charles-Pierre Pécoul
  - Louvre, Ritratto di Geneviève-Jacqueline Pécoul
  - Louvre, Belisario (replica), 1784
  - Louvre, Il giuramento degli Orazi, olio su tela, 330 x 425 cm, 1784
  - Louvre, I littori riportano a Bruto i corpi dei suoi figli, olio su tela, 323 x 422 cm, 1789
  - Louvre, Ritratto di Robertine Tourteau, marchesa d'Orvilliers, 1790
  - Louvre, Ritratto di Louise Trudaine, 1792
  - Louvre, Marat assassinato (replica)
  - Louvre, Presunto ritratto di Danyel de Kervégan
  - Louvre, Autoritratto, 1794
  - Louvre, Presunta veduta dei giardini del Luxembourg, 1794
  - Louvre, Le Sabine, olio su tela, 385 x 522 cm, 1794-1795
  - Louvre, Ritratto di Pierre Sériziat, 1795
  - Louvre, Ritratto d'Emilie Sériziat e del figlio
  - Louvre, Ritratto di Catherine-Marie-Jeanne Tallard, 1795
  - Louvre, Ritratto di Gaspar Meyer, 1795
  - Louvre, Ritratto d'Henriette Verninac, 1799
  - Louvre, Ritratto di Juliette Récamier, olio su tela, 174 x 224 cm, 1800
  - Louvre, Ritratto del generale Bonaparte
  - Louvre, L'incoronazione dell'imperatore Napoleone I e dell'imperatrice Giuseppina nella cattedrale di Notre-Dame de Paris il 2 dicembre 1804, olio su tela, 610 x 970 cm, 1805-1807
  - Louvre, Ritratto del papa Pio VII, 1805
  - Louvre, Ritratto d'Antoine Mongez e della moglie Angélique, 1812
  - Louvre, Ritratto d'Alexandre Lenoir, 1817
  - Louvre, Ritratto dell'attore Wolf, detto Bernard
  - Museo Jacquemart-André, Ritratto del conte Antoine Français de Nantes, 1811
- Quebec, Musée du Séminaire de Québec, San Gerolamo, 1780.
- Reims, Musée des Beaux-Arts, Marat assassinato, (replica)
- Roma, Museo Napoleonico, Ritratto di Zénaïde e di Charlotte Bonaparte (replica)
- Rouen, Musée des Beaux-Arts, Busto d'uomo
- Ruffey-sur-Seille, parrocchiale, Mosè e il serpente
- Saint-Étienne, Musée d'Art Moderne, Ritratto virile, 1776
- San Diego (California), Timken Art Gallery, Ritratto di Cooper Penrose, 1802
- San Francisco (California), Fine Art Museum:
  - Ritratto di Emilie David, baronessa Meunier
  - La buona ventura
- San Marino (California), Huntington Library and Art gallery, Ritratto di Jean-Paul Rabaut-St-Etienne
- San Pietroburgo, Museo dell'Ermitage, Saffo, Faone e Amore, olio su tela, 225,3 x 262 cm, 1809
- Sens, Musée municipal, Giove e Antiope
- Stoccolma, Museo nazionale, I littori riportano a Bruto i corpi dei figli, abbozzo
- Toledo (Ohio), Museum of Art, Il giuramento degli Orazi (replica con Girodet)
- Tolone, Musée d'Art et d'Archéologie, Ritratto di Zénaïde e di Charlotte Bonaparte (replica), 1822
- Varsavia, Museo nazionale, Ritratto del conte Stanislas Potocki, 1781
- Versailles, Castello:
  - Ritratto di Bertrand Barère de Vieuzac, 1790
  - Il giuramento del Jeu de Paume, 20 giugno 1789
  - Ritratto di Jean-Sylvain Bailly, 1790
  - Ritratto di Pierre-Louis Prieur
  - Marat assassinato (replica)
  - Camille Desmoulins, la moglie Lucile e il figlio Horace-Camille
  - Bonaparte valica il Gran San Bernardo, due repliche, 1802 e 1803
  - Ritratto del papa Pio VII (replica), 1806
  - Il giuramento dell'esercito all'Imperatore dopo la distribuzione delle aquile al Campo di Marte il 5 dicembre 1804, 1810
  - Napoleone nel suo gabinetto di lavoro (replica), 1812
  - L'incoronazione dell'imperatore Napoleone e dell'imperatrice Giuseppina (replica), 1808-1822
- Vienna, Museo del Belvedere, Bonaparte valica il Gran San Bernardo (replica), 1802-1803
- Vizille, Musée de la Révolution française, Pierre-Louis Prieur de la Marne
- Washington, National Gallery of Art:
  - Napoleone nel suo gabinetto di lavoro, 1812
  - Ritratto di Charlotte David, 1813
- Winterthur, Pinacoteca Reinhart, Ritratto di Pauline Jeanin

### Galleria d'immagini

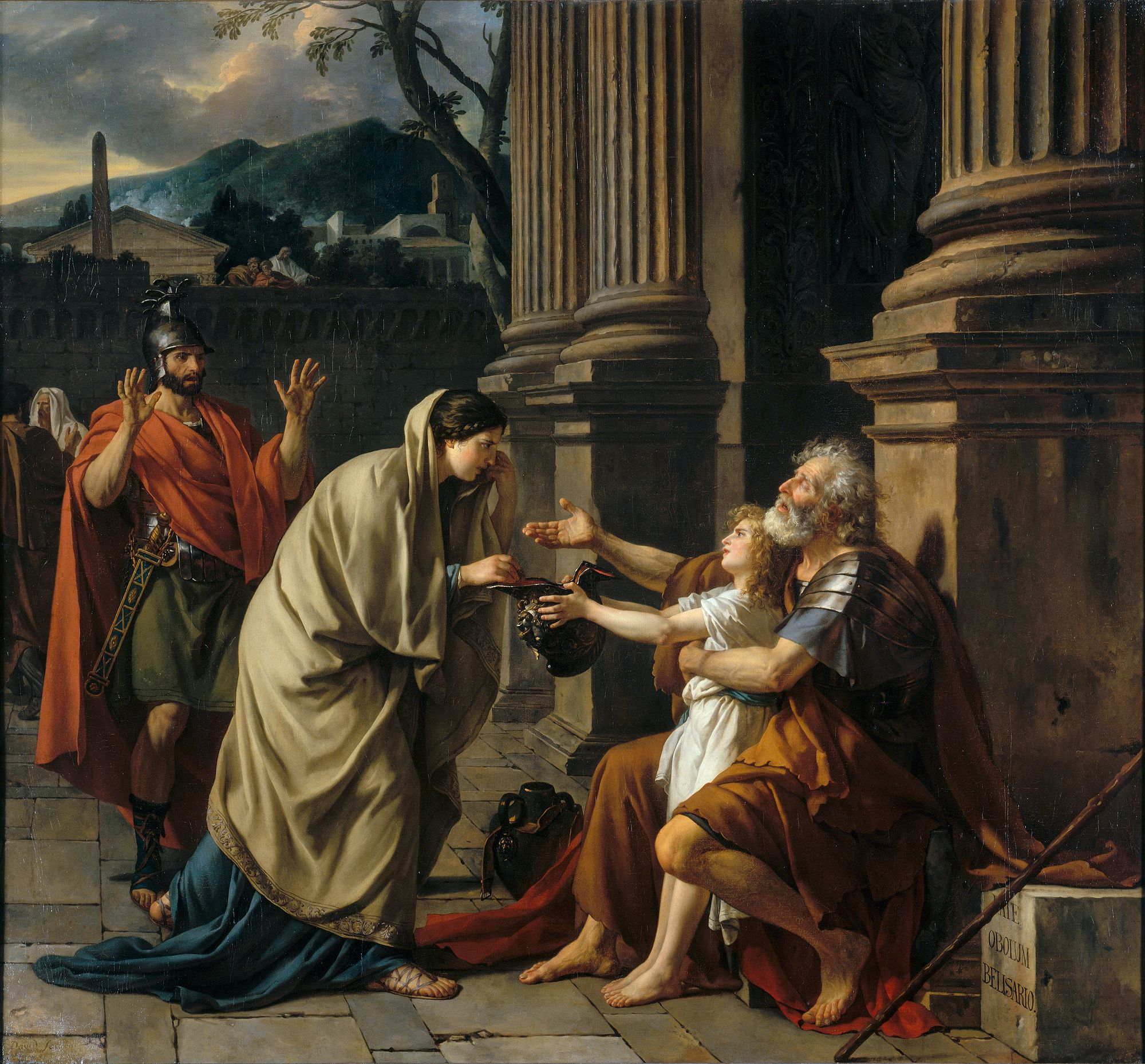
Belisario (1781), Musée de Beaux Arts, Lilla
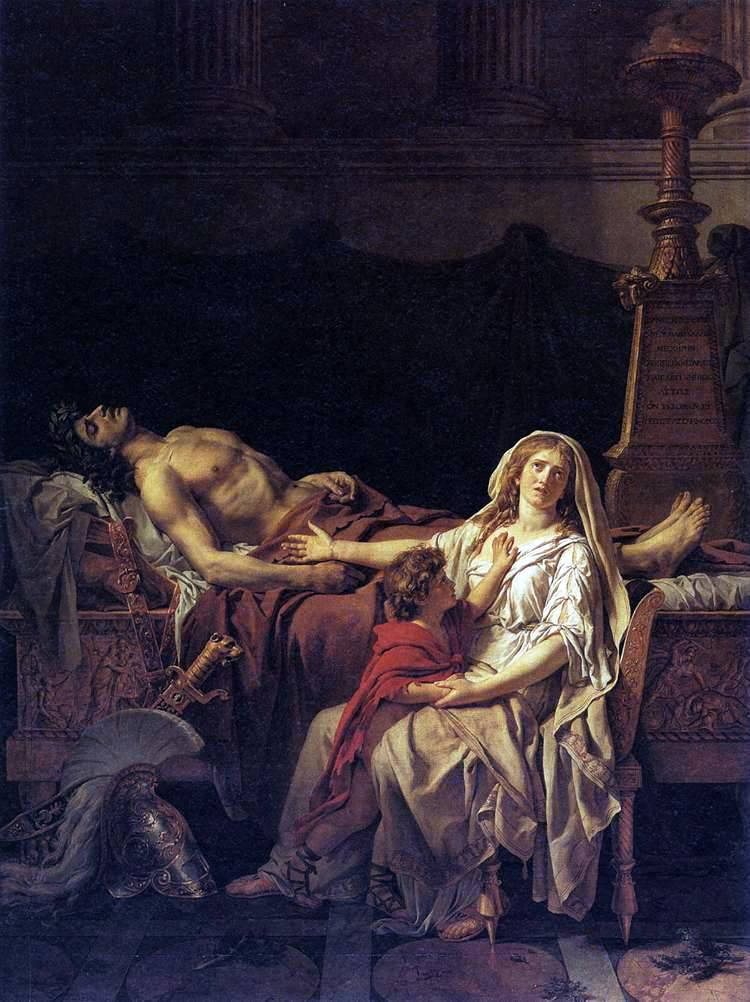
Andromaca con Ettore (1783), Museo del Louvre, Parigi
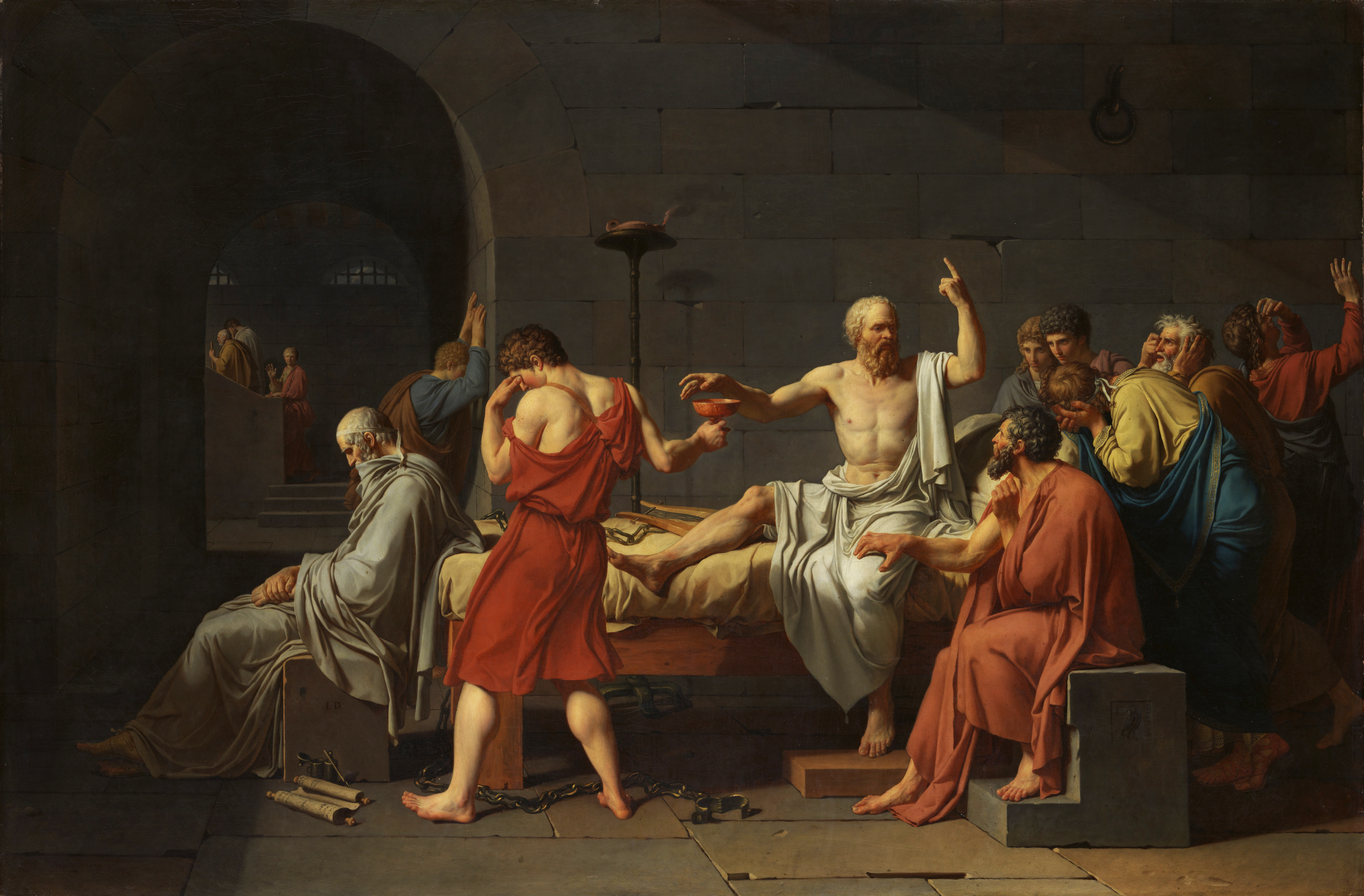
La morte di Socrate (1787), Metropolitan Museum of Art, New York
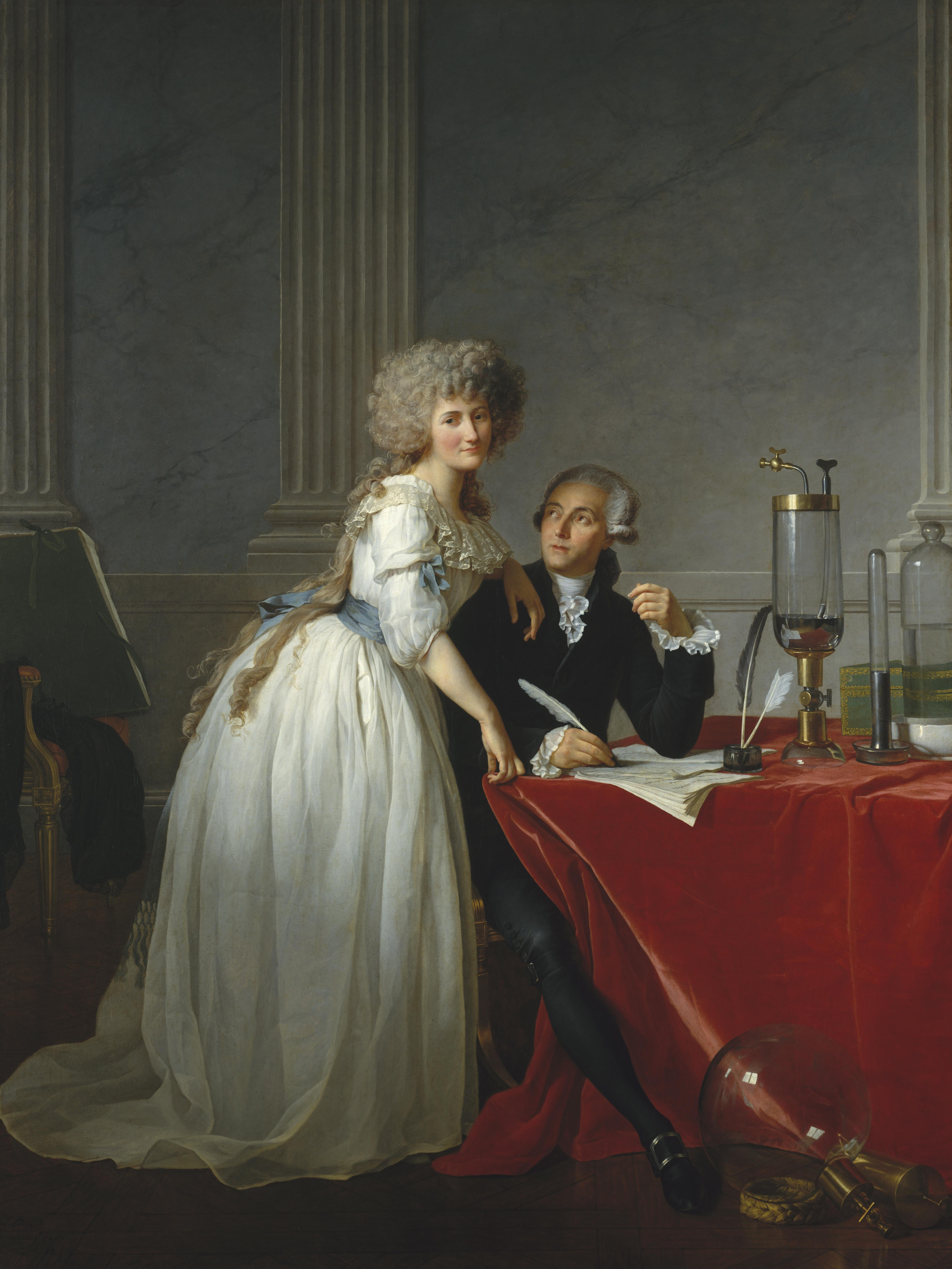
Ritratto di Monsieur Lavoisier e sua moglie (1788), Metropolitan Museum of Art, New York
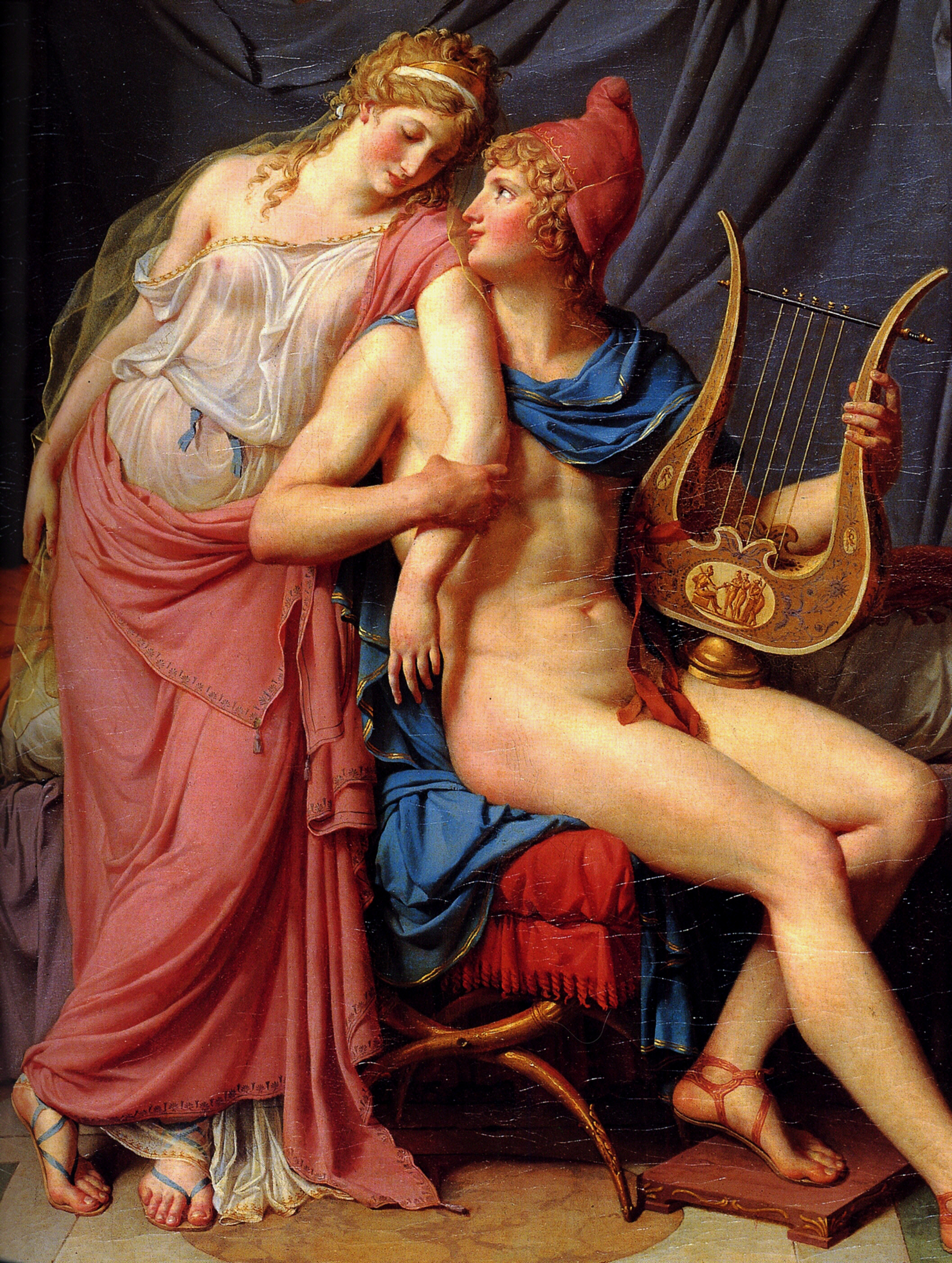
Paride ed Elena di Troia (1788), Museo del Louvre, Parigi
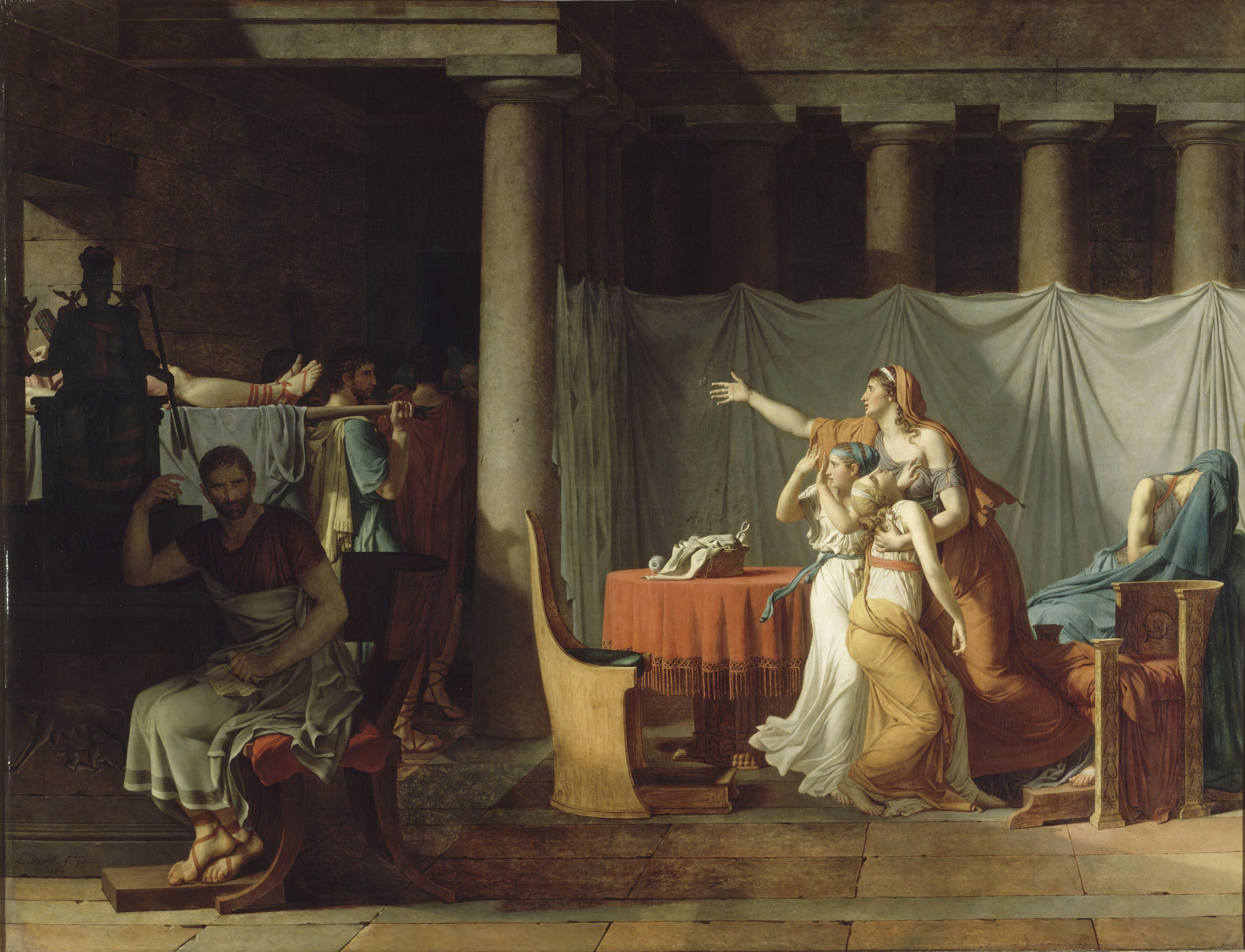
I littori riportano a Bruto i corpi dei suoi figli (1789), Museo del Louvre, Parigi
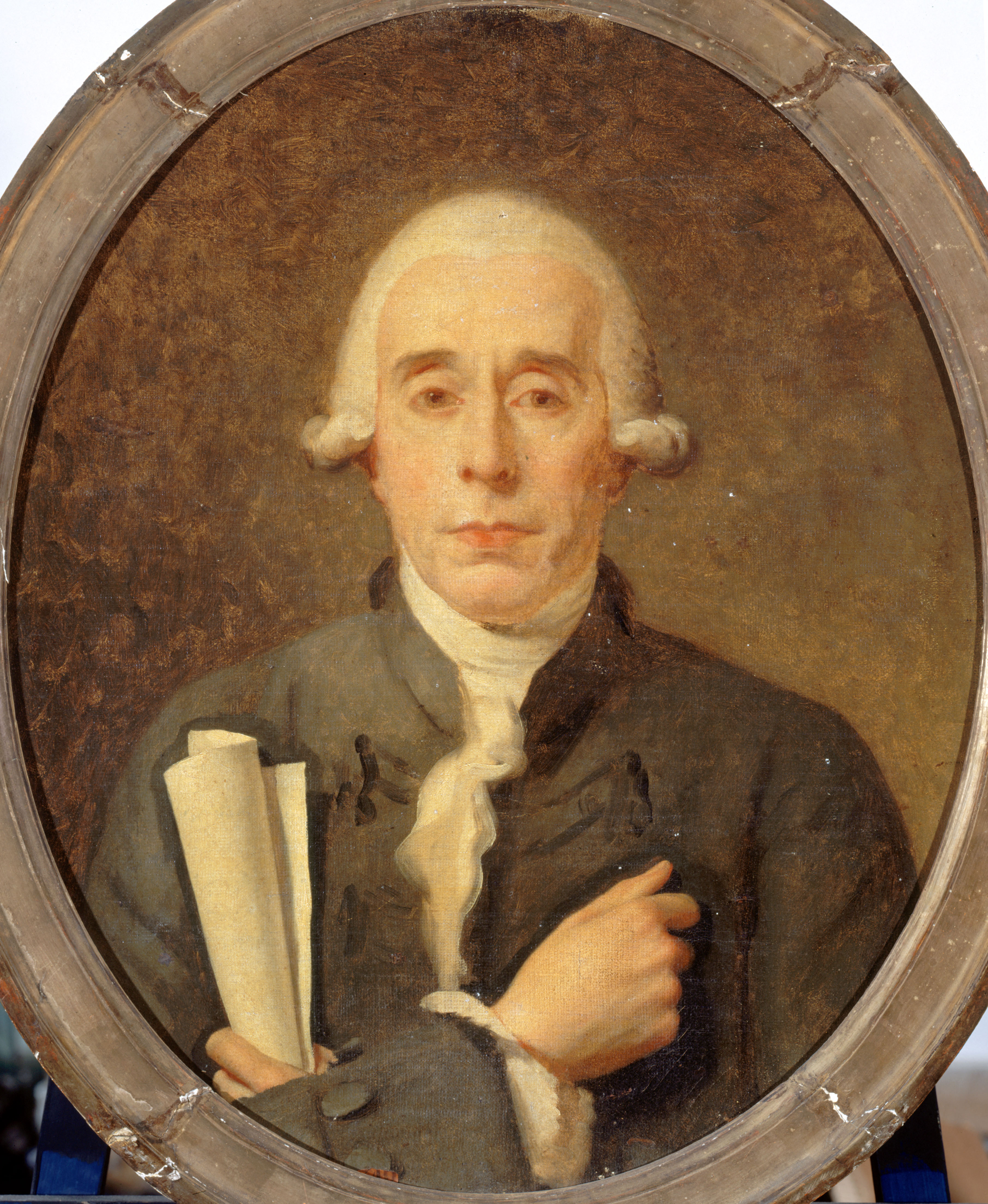
Jean Sylvain Bailly (1789 circa), Museo Carnevalet, Parigi
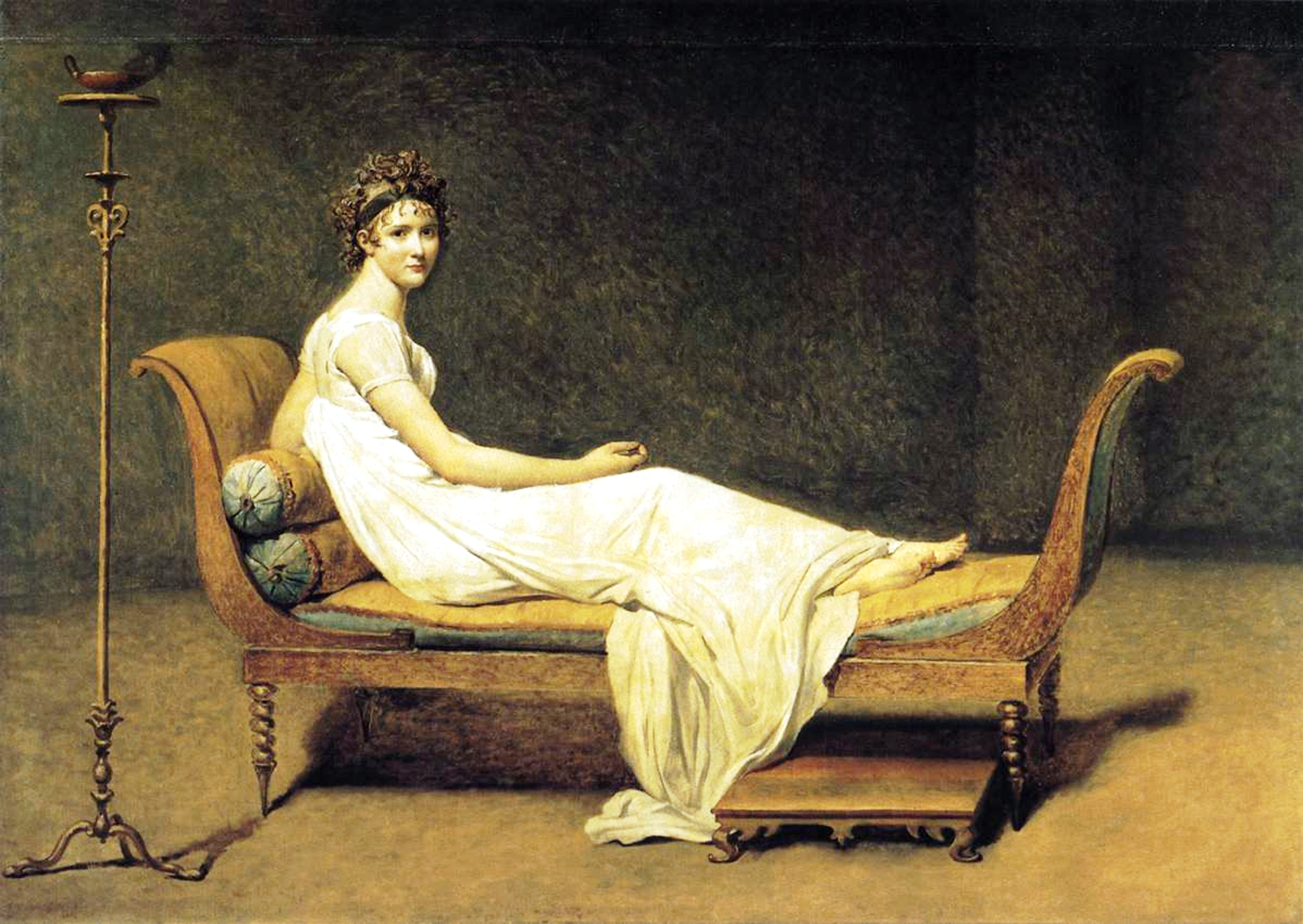
Madame Récamier (1800), Museo del Louvre, Parigi
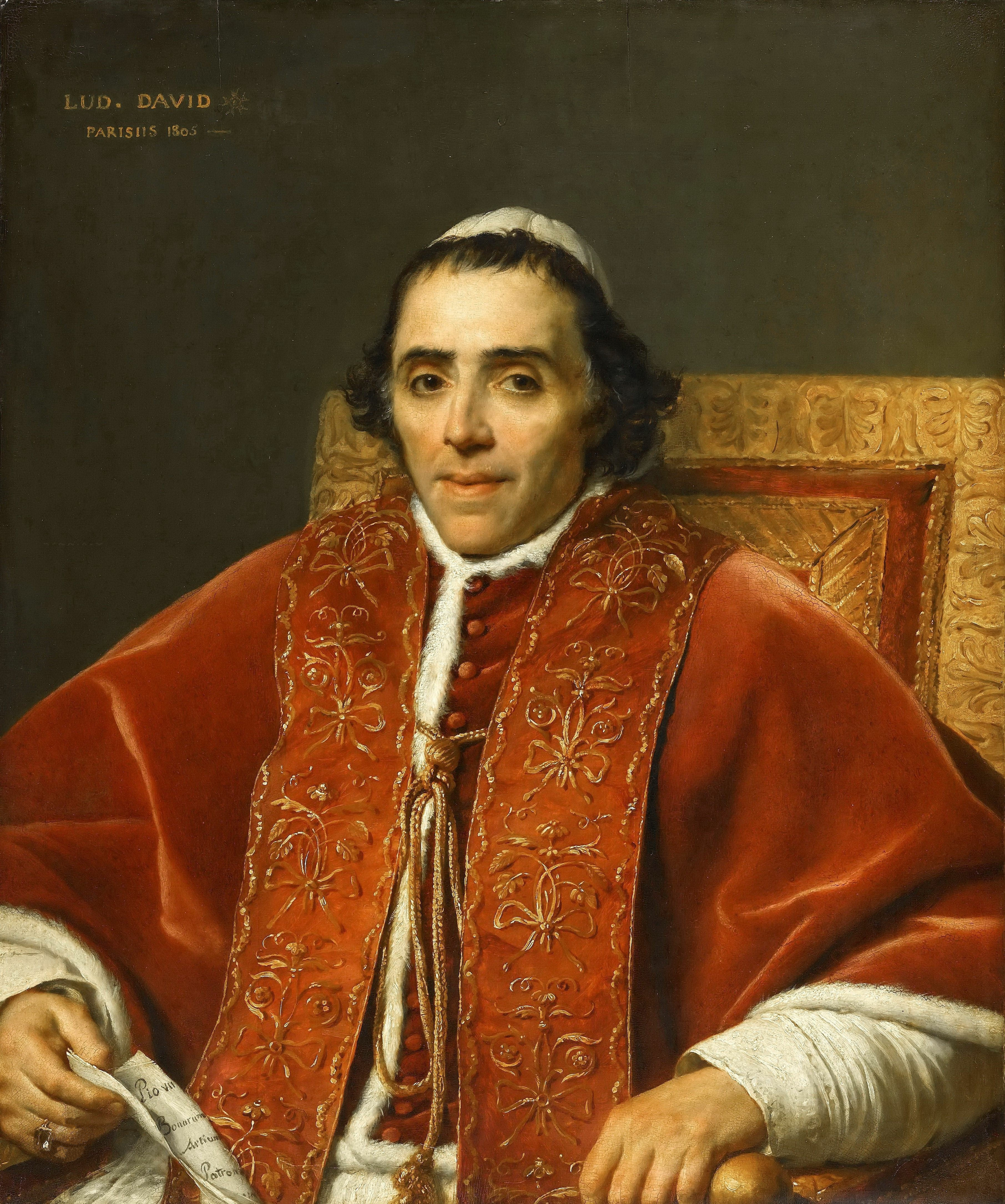
Pio VII (1805), Museo del Louvre, Parigi
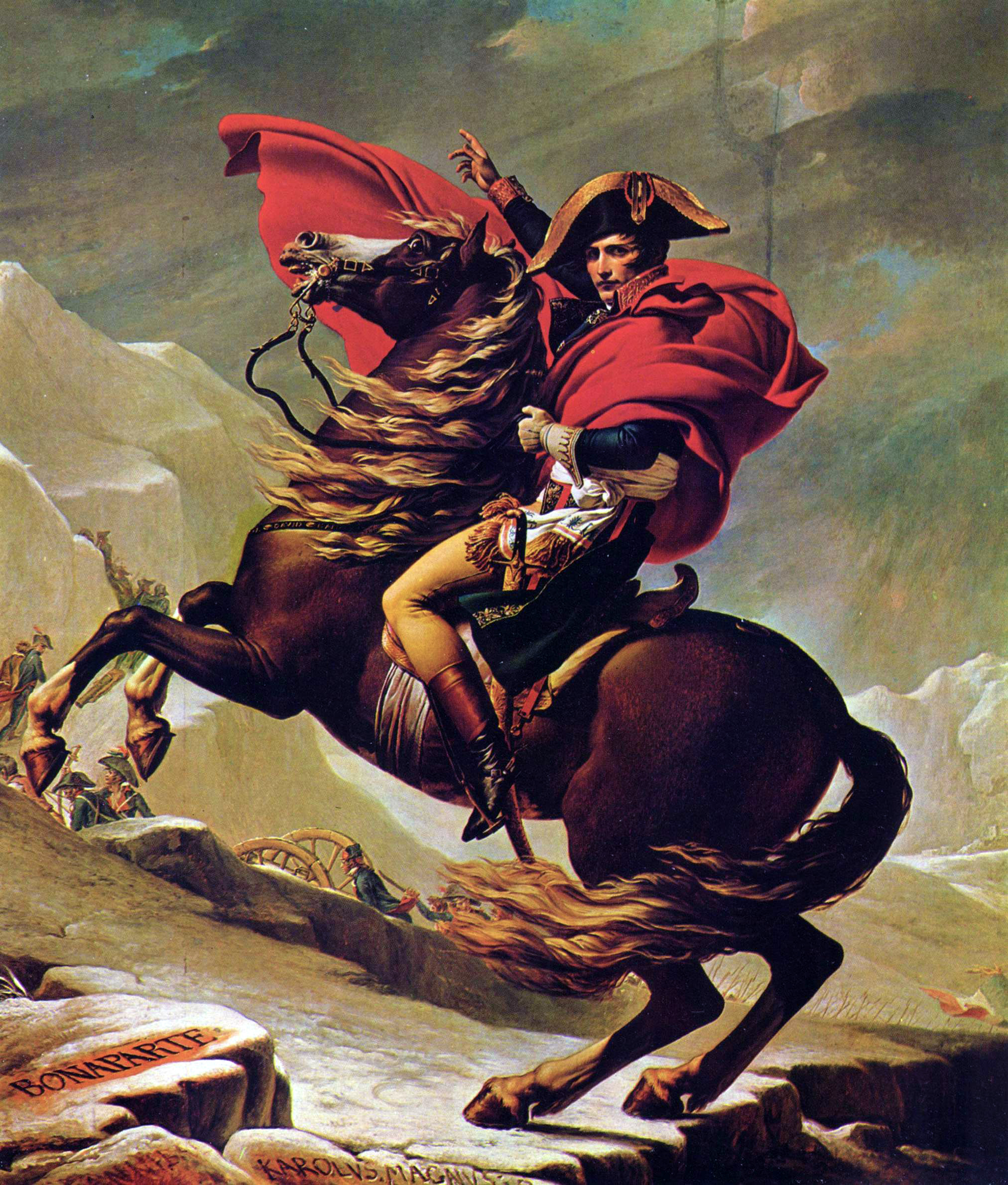
Napoleone I attraversa il Passo del San Bernardo (1801)
Incoronazione di Napoleone I, (1806), Museo del Louvre, Parigi
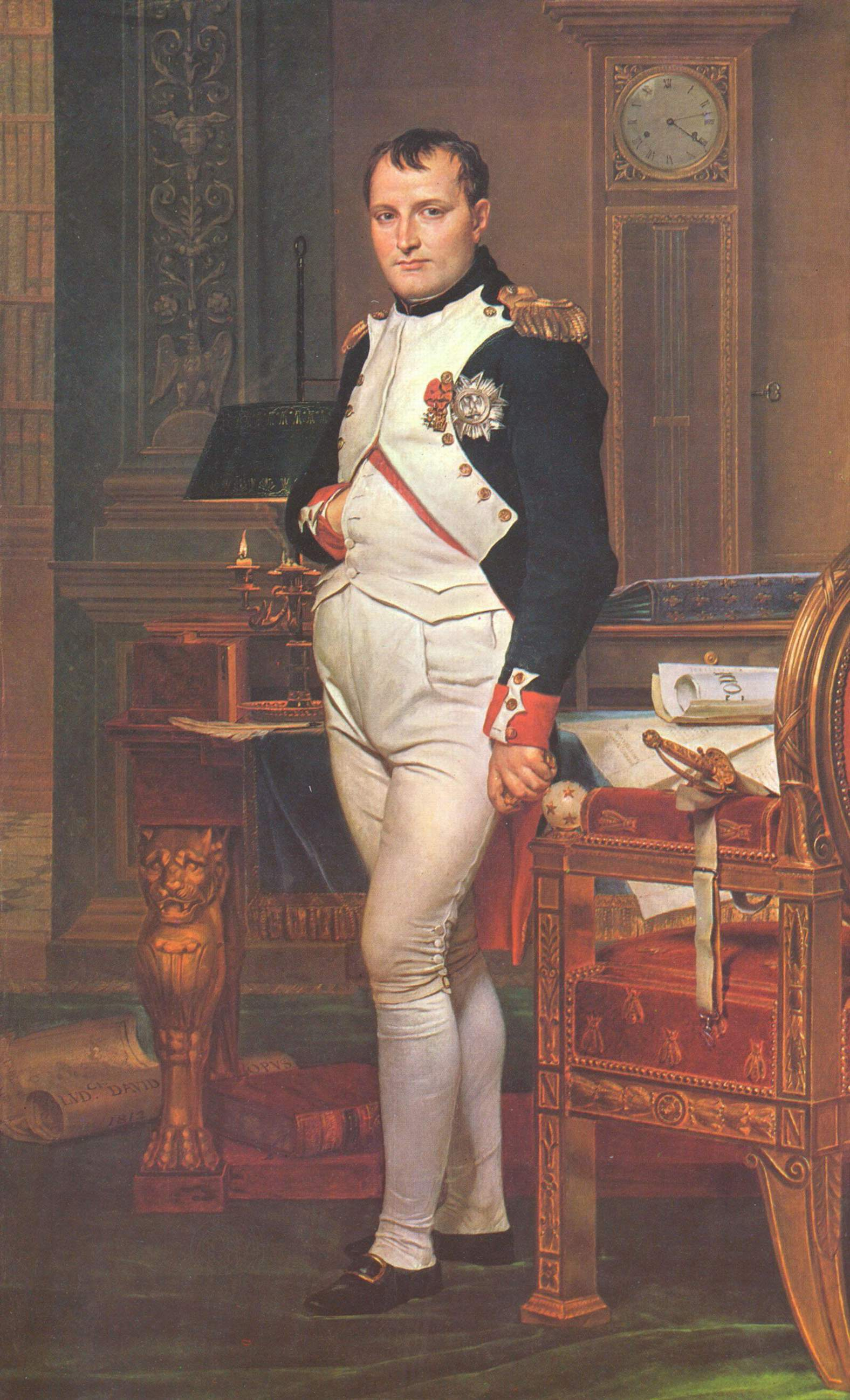
Napoleone nel suo studio (1812), National Gallery of Art, Washington
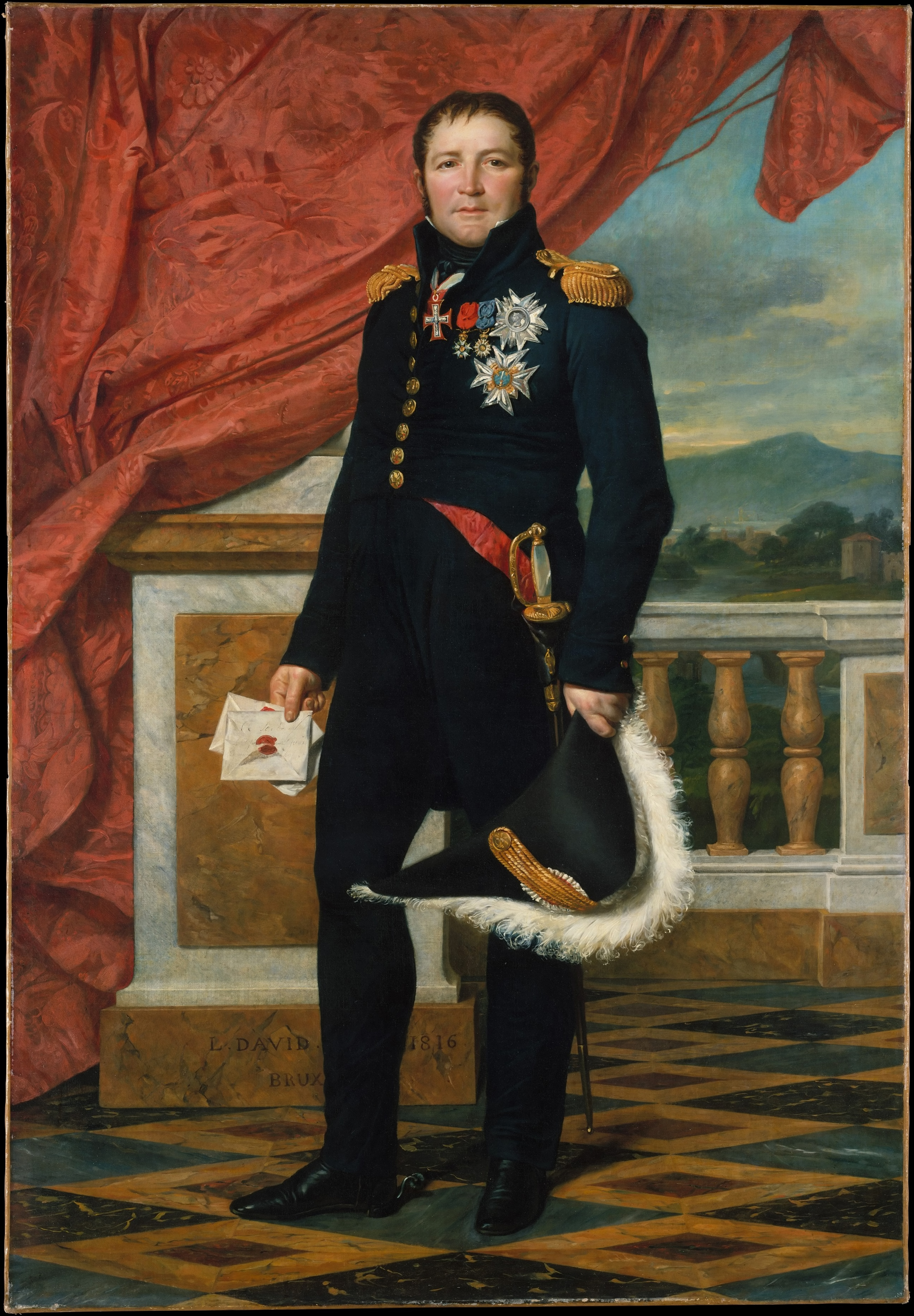
Étienne Maurice Gérard (1816), Metropolitan Museum of Art, New York